# Història de la Unió Soviètica (1927-1953)
La Unió Soviètica entre 1927 i 1953 va ser, sovint, qualificada d'Estat totalitari, modelat per un dirigent que disposava de tots els poders. L'ascens al poder definitiu de Ióssif Stalin, el Secretari General del Partit Comunista de la Unió Soviètica entre 1927 i 1929 marcà l'inici d'una transformació radical de la societat soviètica. En pocs anys, el rostre de la Unió Soviètica canvià totalment a causa de la col·lectivització integral de les terres i per la ràpida industrialització portada a terme pels molt ambiciosos plans quinquennals.
Aquesta política va tenir com a resultat milions de víctimes a causa de la caiguda notable del nivell de vida ciutadà i obrí un llarg regnat de terror i delació, marcat especialment per la Gran Purga i per la considerable expansió dels camps de treballs forçats dels Gulags. Com a contrapartida, aquesta política permetrà a la Unió Soviètica convertir-se, després de la seva victòria sobre l'Alemanya Nazi en la Segona Guerra Mundial, en la segona superpotència mundial. Tota la seva història posterior, des de la mort de Stalin el 1953 i fins a la seva dissolució el 1991, consistiria a administrar la pesada herència de l'època estalinista.

## Història general del període

### La successió de Lenin

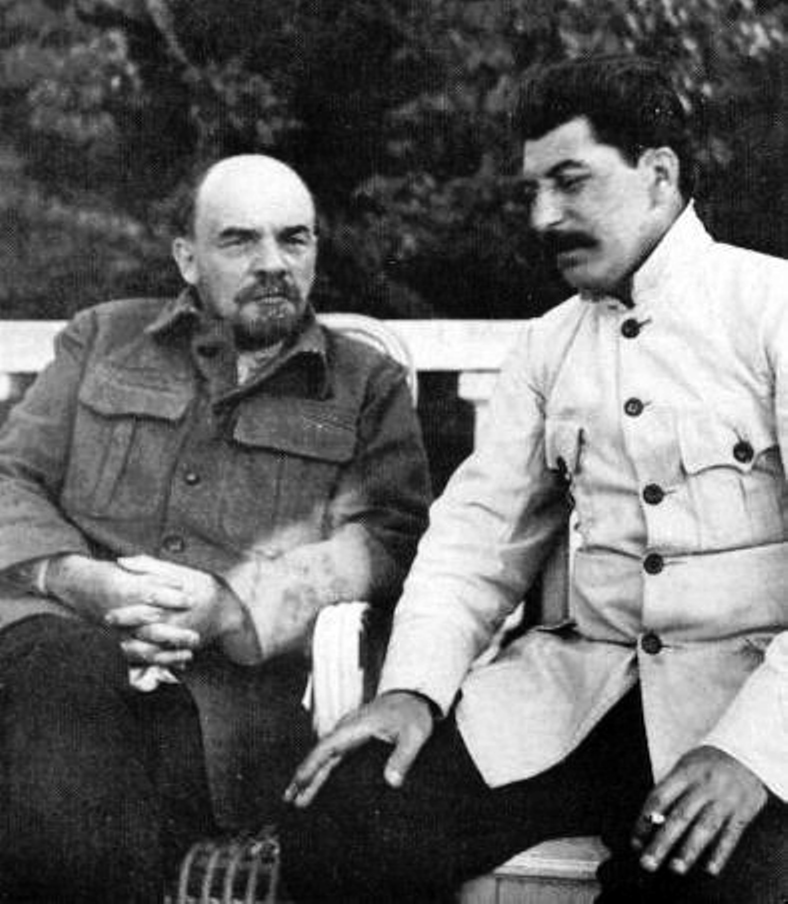
Lenin i Stalin

A la mort de Lenin el 1924, els bolxevics exercien un poder sense igual sobre un país assolat per la guerra civil (1918-1920) i la fam russa de 1921-22). La Unió de Repúbliques Socialistes Soviètiques, proclamada el 1922, va estar dirigida per un partit únic: el Partit Bolxevic, el Comitè Central del qual tenia com a secretari general a Ióssif Stalin des del 3 d'abril de 1922.
Ja abans de la mort de Lenin havien aparegut tensions a l'interior del Partit, car Lenin s'havia retirat des del 1922 i es trobava greument malalt. A partir d'aquell moment, Stalin s'ocupà en allunyar del poder a Lev Trotski, el seu principal rival, acusant-lo de "revisionisme anti-bolxevic". Per a això, aprofita la instauració del Centralisme Democràtic al març de 1921.
Amb la mort de Lenin el 21 de gener de 1924, el Comitè Central del Partit Comunista de la Unió Soviètica decidí mantenir en secret el seu "testament polític", redactat al març de 1923, i en el que Lenin recomanava allunyar a Stalin del poder, tot i que no designava un successor. Els debats entre les diferents faccions del Partit conduïren al reforçament d'aquest darrer.
Entre les divergències de l'oposició i el "centre" (la facció de Stalin) es trobava la qüestió del desenvolupament industrial de la Unió Soviètica. Lev Trotski i l'ala esquerra afavorien una política d'industrialització ràpida car la consideraven amenaçada per la "restauració capitalista", pel fet que el seu aïllament internacional i del desenvolupament al seu interior de "forces burgeses" (els camperols acomodats i els empresaris i comerciants privats denominats nepmen). Nikolai Bukharin i l'ala dreta s'oposaven per temor a les conseqüències que tindria una industrialització molt ràpida del país sobre els camperols, que formaven la immensa majoria de la població. Per tant, preferien la prosecució de la Nova Política Econòmica i un desenvolupament lent i progressiu, encara més degut al fet que el retrocés de l'onada revolucionària a Europa, segons ells, els condemnà a realitzar el socialisme en un país, lluny de les ambicions d'una revolució mundial pregonades per Trotski i els seus simpatitzants.
L'oposició d'esquerra encapçalada per Trotski denuncià la creixent burocratització del règim representat de forma directa per Stalin i la responsabilitat d'aquest i dels seus aliats en el fracàs de les revolucions alemanya (octubre de 1923) i xinesa (1927), així com el fracàs de la vaga general a Anglaterra (1925-26). En efecte, del més de mig milió d'afiliats amb què comptava el Partit Bolxevic el 1923, menys de 10.000 van participar en els debats anteriors a octubre de 1917. La seva base social es modificà considerablement des de la revolució i no comptava amb més del 9,5% dels obrers, la qual cosa comportà que l'oposició d'esquerra desenvolupés l'eslògan: "Quaranta mil membres del Partit mouen el martell, quatre-cents mil la cartera." El "clan de Stalin" va ser ràpidament portat a emprar aquesta nova casta del apparatchiki per aïllar la "vella guàrdia bolxevic", esclafada per la guerra civil.
A l'interior del Partit Comunista es desencadenà una lluita brutal, marcat per la violència i les maniobres d'intimidació. Stalin donà suport a l'ala dreta i va reprimir durament l'esquerra. Trotski va ser separat progressivament del poder: va ser retirat del govern des de 1925, exclòs del Partit durant el XV Congrés (1927), relegat a l'Àsia central i, després, havent d'exiliar-se de la Unió Soviètica el gener de 1929. Els seus partidaris van ser empresonats i deportats per milers a tota la Unió Soviètica, tot i que alguns van afegir-se i van fer la seva "autocrítica".
Paradoxalment, a partir de 1929, Stalin va reprendre i fins i tot va radicalitzar la política d'industrialització abans lloada per Trotski (encara si el context econòmic era diferent). Es girà contra la dreta i eliminà de responsabilitats a Nikolai Bukharin i a Aleksei Ríkov (1928-29).
El 1929 es convertí en el dirigent suprem del país, i la celebració del seu 50è aniversari, el 21 de desembre, marcà l'inici d'un culte a la seva persona. Instaurà la seva dictadura, en nom de la construcció del "Socialisme en un país". Va reprendre la Nova Política Econòmica i deixà de tractar bé als camperols. A finals de 1929, llançà la seva iniciativa per la "liquidació del kulak en tant que classe" i de la "industrialització a tota marxa". Així doncs, el Gran Gir començava.

### El Gran Gir (1929 – 1934) i les seves conseqüències
La meta de Stalin no era només construir una societat sense classes, objecte del comunisme, sinó que es tractava de fer arribar subministraments més de pressa a les ciutats, centres del poder bolxevic, quan la "crisi de les collites" (1927-1929) el va obligar a restaurar el racionament urbà i li demostrà la fragilitat del poder. A més, tractà d'industrialitzar la Unió Soviètica el més de pressa possible, extraient els recursos necessaris del camp, per modernitzar el país i tornar-lo capaç d'enfrontar-se als països capitalistes en cas de guerra.

#### La col·lectivització de les terres
El 1929, Stalin també decretà la col·lectivització de les terres (a la pràctica, una nacionalització) i la "liquidació dels kulaks en tant que classe". La propietat privada va ser abolida, les terres i els mitjans de producció dels camperols van ser agrupats als koljos o als sovjos. Davant d'aquestes mesures, la resistència va ser considerable: en lloc d'abandonar els seus béns a l'Estat, els kulaks o aquells que eren pretesos com a tals van incendiar les collites i van matar el bestiar (1930-32). Certes regions van ser lloc de revoltes armades, durant les quals l'autoritat del Partit únic va quedar seriosament desestabilitzada durant algun temps, i en el que certs militants i responsables locals van arribar fins i tot a prendre partit pels seus conciutadans.
La resistència va ser desbaratada mitjançant la violència. Només el 1929, 1300 revoltes camperoles van ser esclafadas. Al març de 1930, Stalin va aconseguir un retrocés: el seu article "El vertigen de l'èxit", aparegut al Pravda, va autoritzar les despeses dels koljos, els quals es van buidar de seguida. Però tot just s'assegurà la collita anual, batallons de voluntaris reclutats a les ciutats van marxar violentament a l'assalt del camp. La imprecisió perillosa de la noció del kulak va autoritzar tota mena d'arbitrarietats, acabant per considerar com a kulak a tot aquell adversari real o suposat de la col·lectivització.
En pocs anys, 400.000 famílies dels kulaks o pretesos com a tals van ser deportats a correcuita a Sibèria en condicions espantoses i allà abandonats a la seva sort. La total improvisació de l'operació va tenir com a conseqüència una gran mortaldat entre els "deskulakizats" deportats. Es van presentar fins i tot escenes de canibalisme, mentre que d'altres van fugir dels seus llocs d'exili i van vagar pel país en condicions miserables: la major part dels quals serien sistemàticament detinguts i liquidats durant el transcurs de la Gran Purga.
El 1932, Stalin es negà a escoltar nombroses advertències, entre elles la de l'escriptor Mikhaïl Xolojov, que li pronosticaven que la prosecució de les col·lectes forçades de llavors i cereals portaria la fam. De fet, la terrible fam de 1932-33 va causar grans estralls a les terres de blat més riques del país, en particular, a Ucraïna (Holodomor). L'existència de la tragèdia va ser negada a l'estranger i les exportacions de blat van continuar com si res no succeís. Es van comptabilitzar com a mínim entre 4 ó 5 milions de morts.
Els besprizorniki, estols d'orfes errants van travessar durant anys les carreteres de l'URSS. Paral·lelament, uns 25 milions de camperols van fugir del camp, on la violència i la fam feien estralls, refugiant-se a les ciutats, les quals patien una explosió anàrquica.
Conformant la darrera guerra camperola i la darrera gran fam d'Europa, la col·lectivització integral es completà el 1934, però els danys van ser irreparables i els camperols enrolats als sovjos i als koljos van continuar resistint-se, tot i que passivament, en forma d'una baixa productivitat sistemàtica. El 1935, per fer front a aquesta resistència, Stalin concedí a cada camperol un tros de terra (el dvor) que podia emprar lliurement i els productes de la qual podien vendre's en un mercat koljosià lliure. El 1939, aquests terrenys només representaven el 3% de les terres, però produïen el 25% dels cultius, més de la meitat de fruita i llegum i el 72% de la llet i la carn.
Els resultats globals van continuar sent, per tant, decebedors. En eliminar els kulaks, l'agricultura va veure's privada dels seus elements més dinàmics. La producció va caure. Rússia, que havia estat la primera exportadora de cereals en l'època de l'Imperi Rus, es convertí definitivament en un país importador. El racionament urbà va haver d'establir-se el 1927 i no va poder aixecar-se fins al 1935, apareixent novament escenes de fam en algunes regions el 1936-37.
Gràcies a l'èxode rural massiu provocat per la nacionalització de les terres, la indústria russa es beneficià d'una abundant mà d'obra disponible. La compra a baix preu de les collites per part de l'Estat li va permetre finançar també la industrialització.

#### Planificació i industrialització

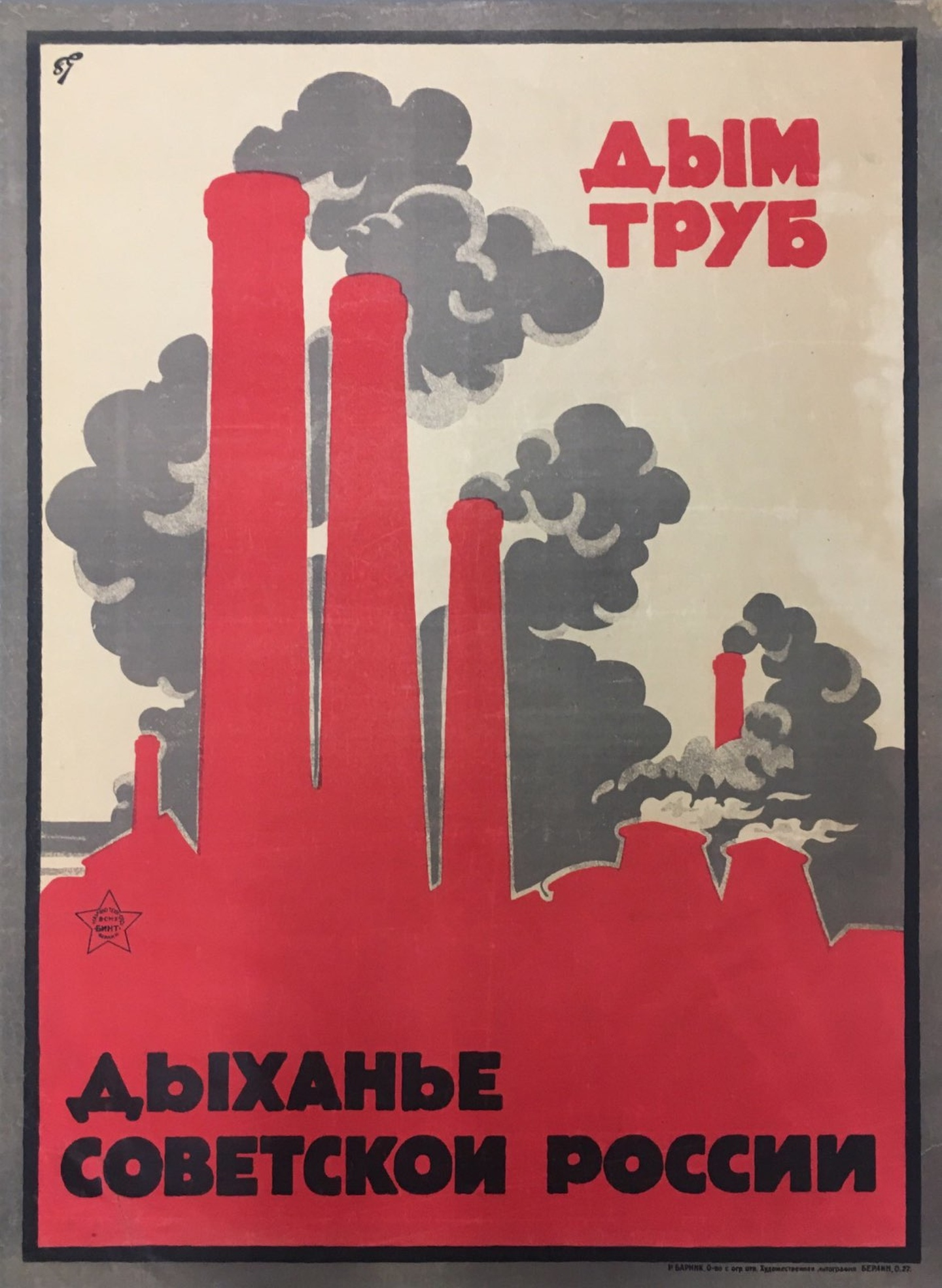
Cartell soviètic primerenc: El Fum de les xemeneies és l'alè de la Rússia Soviètica

Decidit a fer de la Unió Soviètica una gran potència industrial, Stalin decretà la nacionalització de totes les empreses i suprimí la categoria social dels nepmen. Fins i tot els artesans individuals van tenir prohibit exercir els seus oficis, almenys fins a 1936. Stalin encarregà al Gosplan la planificació de l'economia. L'1 d'octubre de 1928 es llançà el primer pla quinquennal, que privilegià la indústria pesant i les comunicacions en detriment de l'agricultura i les indústries d'articles de consum, i fixà objectius de producció particularment ambiciosos.
La industrialització a tota marxa desitjada per Stalin s'inicià. Aquesta convertí la Unió Soviètica en una dictadura productivista que vivia amb l'obsessió d'aconseguir i sobrepassar les normes de producció. Des de 1931, l'objectiu oficial consistia a complir els objectius del pla quinquennal en només 4 anys. L'atur desaparegué oficialment, les borses de treball i els subsidis per l'atur van ser suprimits des de 1930. La jornada laboral s'allargà. A partir de 1929 s'adoptà el sistema de "sense interrupcions" (neprerivka), eliminant la jornada setmanal de descans comú: per tal que la Unió Soviètica estigués en activitat contínua, cada persona tenia els seus 5 (després 6) dies de treball i un dia de descans propi.
Els resultats van ser espectaculars. El 1940, la Unió Soviètica arribà al tercer lloc al rang d'industrialització mundial. El país canvià d'aspecte i s'omplí de grans obres, en part realitzades per la mà d'obra esclava del gulag: canals, pantans, fàbriques enormes, gratacels, el metro de Moscou, ciutats de nova planta, etc.
Però aquesta industrialització a marxa forçada va tenir el seu preu: molt més costós del que s'havia previst, el Pla Quinquennal va haver de ser finançat mitjançant la inflació (la massa monetària es quadruplicà en pocs anys), pels préstecs forçats als treballadors i a particulars o fins i tot pel lliurament a l'Estat dels objectes d'or. L'Estat també desenvolupà l'extracció de recursos naturals, els quals va oferir al mercat internacional recorrent, si calia, al dumping (petroli de Sibèria o Kolimà extret pels presoners de gulag).
El malbaratament de recursos i energies va ser considerable, i molts treballs es van fer a tota presa o no es van acabar. Fins i tot alguns es demostraren inútils, com el Canal Mar Blanc-Bàltic (1930-33), costós en vides de presidiaris i que gairebé mai no va veure navegar cap vaixell. L'eficàcia sovint va ser sacrificada davant la grandiositat, la precipitació o la propaganda. Les decisions polítiques van primar sobre la competència; els especialistes, enginyers i tècnics, que eren rarament membres del Partit, van ser en efecte mantinguts sota sospita, mentre que els adeptes al Partit, per als qui comptava abans que res l'obediència incondicional a les ordres polítiques, van ser mantinguts en un alt concepte.
Dins del pla social, la industrialització s'assolí en detriment de les indústries de béns de consum i de l'agricultura, la qual cosa originà grans patiments a la població. La pressió exercida sobre la classe obreta va ser tal que el nivell de vida popular va caure un 40% durant el transcurs del primer Pla Quinquennal. Els salaris obrers no van recuperar el seu nivell de 1928 fins a 1940. A partir de 1935, el moviment estajanovista, patrocinat per l'Estat, permeté l'aparició d'una nova "aristocràcia obrera" i una nova alça a les normes de producció a expenses de les condicions de treball i dels seus salaris. Des de 1931, un reglament de treball va impedir tot canvi de feina no autoritzat. Entre 1938 i 1940, una sèrie de decrets draconians van castigar amb l'enviament al gulag tot retard repetit de més de 20 minuts.

### De l'apaivagament relatiu al Gran Terror (1934-1940)

#### Del Congrés dels Vencedors a l'assassinat de Kírov (1934-35)
El XVII Congrés del PCUS, denominat "Congrés dels Vencedors", sembla que mancà d'una voluntat d'apaivagament. Els pitjors moments de la deskulakització i les dificultats del primer Pla havien passat. Es van reintegrar antics opositors i es van decretar amnisties parcials respecte als presoners dels gulags o als ex-kulaks. Els senyals d'obertura cap als que no eren membres del Partit es van multiplicar. L'aixecament del racionament a les ciutats (1935), la revifalla de les diversions i el rebrot del consum van marcar el relaxament de la pressió política i social. Es va perfilar un gir conservador amb la rehabilitació de la família i de la pàtria "socialistes", l'entorn de l'academicisme, al nacionalisme de la Gran Rússia i al militarisme.
A més a més preocupats en apropar-se a les democràcies parlamentàries contra el Tercer Reich hitlerià, Stalin donà pas a declaracions humanistes com que "L'home és el capital més preciós" (maig de 1935). Es va posar en marxa l'elaboració d'una nova constitució, la qual es convertiria en la constitució estalinista, formalment la més democràtica del món, però que evidentment no s'aplicaria mai, car la seva entrada en vigència al desembre de 1936 coincidí amb l'inici de la Gran Purga.
Durant el transcurs del XVII Congrés, Stalin també mesurà la proporció de les reserves cap a la seva persona, la qual s'amplià al Comitè Central de 200 a 300 delegats sobre els gairebé 1.200 que van taxar el seu nom. A més, se sap que gran part de la població soviètica seguia sent hostil o mal controlada, i que els canvis bruscs que se li havia imposat havien creat molts desafectes al règim.
L'1 de desembre de 1934, Serguei Kírov va ser abatut a Leningrad per Leonid Nikolaev, un jove rebel. No se sap si l'atemptat va ser organitzat pel mateix Stalin, però el que sí que és cert és que així es cregué durant molt de temps, així com que Stalin aprofità el succés per rellançar una campanya de terror.
Aquella mateixa tarda, el Politburó promulgà un decret que suprimia totes les garanties elementals de defensa i convertí les sentències de mort expeditives provinents de les jurisdiccions especials de l'NKVD en inapel·lables. A partir dels dies següents, milers d'habitants de Leningrad van ser deportats o assassinats, arribant al punt en què el 7 d'abril de 1935, Stalin estengué la pena de mort fins i tot als nens a partir de 12 anys.

#### Les Grans Purgues: els mecanismes del terror de masses (1936-1940)
Entre 1936 i 1939 la Gran Purga va ocasionar la mort de 680.000 persones i la deportació de centenars de milers més. L'agost de 1937, Stalin autoritzà personalment l'ús de la tortura a les presons, sense prohibir-lo fins a finals de 1938. El país travessà un intens període de terror, de delació i de sospita generalitzada que posà els nervis de la població a prova (la pressió patida va conduir a molts al suïcidi), i va trencar les solidaritats amicals, familiars i professionals. Després del primer Procés de Moscou d'agost de 1936, el 1937 es marca l'autèntic llançament de la campanya del Gran Terror.
A curt termini, Stalin oferí a la població una sèrie de bocs expiatoris a les dificultats quotidianes, rebutjant la culpa de tots els mals i senyalant com a culpables a tota una plètora de "sabotejadors". A més, reforçà el seu poder absolut en liquidar la vella guàrdia bolxevic, que coneixien el seu dèbil paper a la Revolució i trencà les xarxes de clientela i els feus personals que s'havien elaborat els ministres, els membres del Polituburó o bé, a tota escala, els responsables locals del Partit i els inspectors del Gulag. Els quadres competents i els tècnics que van atrevir-se a contradir els seus objectius polítics irreals també va ser assenyalats com a objectiu.
Finalment, Stalin tractà d'eliminar radicalment a tots els elements socialment sospitosos i a tots els descontents suscitats pels seus polítics. Mentre que les tensions diplomàtiques s'acumularen a Europa des de l'ascens al poder d'Adolf Hitler i amb l'esclat de la Guerra Civil Espanyola al juliol de 1936 van témer un conflicte general, es tractà d'eliminar tot allò que podria constituir una "quinta columna" de l'enemic en cas d'invasió.
Per llançar i portar a terme tot aquest terror de masses, Stalin aprofità el suport indispensable dels seus adeptes, però també el cel innegable de nombrosos responsables locals, tant policies i buròcrates entusiastes, com de simples ciutadans delators. Els Tres Processos de Moscou, celebrats entre 1936 i 1938 van permetre eliminar cinquanta antics camarades de Lenin. Va ser la fase més espectacular de la liquidació de la vella guàrdia bolxevic, i Stalin va desfer-se de rivals als quals feia temps que havia vençut. A més, eliminà la meitat del Politburó, va delmar als delegats del XVII Congrés i va excloure a tres quartes parts dels membres del Partit inscrits entre 1920 i 1935. Tot i això, les purgues del Partit no van constituir més que una part molt feble de la repressió, la qual, segons els càlculs fets per Nicolas Werth, van arribar fins al 94% dels no-comunistes.
Cap organisme no es deslliurà del Terror, ja que aquest va colpejar els ministeris, el Gosplan, el Komintern, l'Exèrcit Roig i fins i tot els guàrdies i caps dels Gulags, així com els policies de l'NKVD. Els membres eliminats per les purgues van ser substituïts per una nova generació de quadres que professaven a Stalin un culte sense reserves: els joves promoguts de l'anomenada "Generació de 1937" (Khrusxov, Béria, Malenkov, Jdànov, Bréjnev, etc.) no coneixien ningú més que a Stalin, al qual li devien tot.
El terror no es limità només als dirigents, sinó que colpejà a tota la societat. El 2 de juliol de 1937 van enviar-se a les regions quotes que fixaven el nombre de sospitosos als quals calia afusellar (categoria 1) o deportar (categoria 2). Els responsables locals, també amenaçats, s'excedien en el seu zel per superar les xifres i demanaven permís al Kremlin per castigar a encara més gent, ab la qual cosa es produí ràpidament un augment sagnant de les condemnes. Així doncs, de les 260.000 detencions previstes en un inici, es passà a més de 400.000. Stalin signà personalment 383 llistes de condemnats a mort, la qual cosa significaven 44.000 execucions. Els seus adeptes, com Kaganòvitx, Jdànov, Mikoian o Khrusxov, també van ser enviats a les diverses repúbliques per radicalitzar la purga al Partit i a la població.
Paral·lelament, una sèrie d'operacions de l'NKVD colpejà a centenars de milers de persones aparentment sospitoses:
- El decret 447, de 30 de juliol de 1937, signat per Nikolai Iejov, colpejà a centenars de milers de deskulakizats empobrits per la col·lectivització, als innumerables vagabunds i marginals engendrats per aquesta, els darrers membres de les classes dirigents i els seus fills, els burgesos o aristòcrates que van perdre el seu rang a causa de la Revolució o pel Gran Gir.[15]
- Tots aquells que tenien o havien tingut relacions amb l'exterior van ser atabalades a preguntes. El cos diplomàtic va ser delmat, i nombrosos ambaixadors van ser cridats a Moscou i liquidats, així com un bon nombre d'agents del Komintern i als veterans d'Espanya. El terror s'estengué fins i tot als que parlaven esperanto, als filatèlics i als astrònoms.[16]
- Les minories nacionals frontereres, ja tractades com a sospitoses pels darrers tsars i pels bolxevics, van estar particularment exposades al terror. L'1 d'agost de 1937, Iejov signà el decret 485 que comportà la detenció de 350.000 persones, 144.000 d'elles poloneses, dels països bàltics o Finlàndia. 247.157 van ser executades, dels quals 110.000 eren polonesos. A la frontera xinesa, 170.000 coreans van ser deportats a l'Àsia central, mentre que els obrers que treballaven al ferrocarril soviètic de Harbin (Manxúria) van ser liquidats.[17] A més, la sedentarització forçosa dels nòmades de l'Àsia central, en especial del Kazakhstan, va esdevenir un desastre demogràfic, així com la pèrdua de nombroses tradicions culturals.[18]
- El principi totalitari de la responsabilitat col·lectiva va fer que la "falta" d'un individu caigués en conjunt sobre els seus fills i la seva família sencera, a tota la seva xarxa d'amistats, de subordinats, col·legues i relacions. Per exemple, el 5 de juliol de 1937, el Politburó ordenà a l'NKVD internar a totes les esposes dels "traïdors" als camps per un període d'entre 5 i 8 anys, i de posar els seus fills menors de 15 anys "sota la protecció de l'Estat". Aquesta ordre va conduir a la detenció de 18.000 dones i 25.000 nens, i a enviar a prop d'un milió de nens menors de 3 anys a orfenats.[19]

El 1939, per posar final a la Gran Purga (també anomenada "Gran Terror"), Stalin va suprimir les darreres esferes d'autonomia al Partit i la societat i impulsà definitivament el seu culte i el seu poder absolut. Això ho va per tot i el risc de desorganitzar greument el seu exèrcit i el seu país, tot i que la guerra s'apropava.

### La Gran Guerra Patriòtica i les seves seqüeles

#### Preludi
Stalin va permetre l'ascens d'Adolf Hitler a Alemanya el 1933 en mantenir la línia de "classe contra classe" que prohibia als comunistes alemanys tota acció anti-nazi feta de manera comuna amb els socialdemòcrates, considerats l'amenaça prioritària pel Komintern al juny de 1934. Durant els primers mesos del règim nazi, la Unió Soviètica busca fins i tot mantenir la cooperació comercial i militar desenvolupada durant la República de Weimar.
Quan Hitler es consolidà al poder i es revelà que duraria més del que s'esperava, Stalin va témer per la seguretat de la Unió Soviètica. Només a partir d'aquell moment es dedicà a desarmar l'hostilitat del Führer per diversos contactes secrets a Berlín o moderant discretament els atacs de la premsa soviètica. Paral·lelament, la Unió Soviètica també intentà un apropament amb les democràcies parlamentàries, amb mires de fer renéixer l'aliança de la Primera Guerra Mundial. Des de llavors, el Komintern incentivà la constitució de Fronts populars antifeixistes, especialment a França i a Espanya. El 1934, la Unió Soviètica ingressà a la Societat de Nacions. Al maig de 1935 va concloure un pacte amb França, i a finals de 1936, era l'únic estat que va intervenir de manera activa en favor de la República Espanyola en la guerra civil, amb l'esperança de convertir Espanya en un satèl·lit.
Aquesta política d'aliança fracassà davant les reticències de França i del Regne Unit, on el pacifisme i l'anticomunisme encara eren accions molt poderoses, així com que a causa de les Purgues de l'Exèrcit Roig dubtaven de la capacitat d'aquest. Les exigències de Stalin (especialment el pas de tropes soviètiques a través de Polònia i Romania també van contribuir a obstaculitzar la conclusió d'un acord, a causa particularment de l'oposició del general polonès Józef Beck. El 30 de setembre de 1938, les democràcies occidentals van abandonar Txecoslovàquia a mercè de Hitler als Acords de Múnic, converses a les quals la Unió Soviètica ni tan sols havia estat convidada.

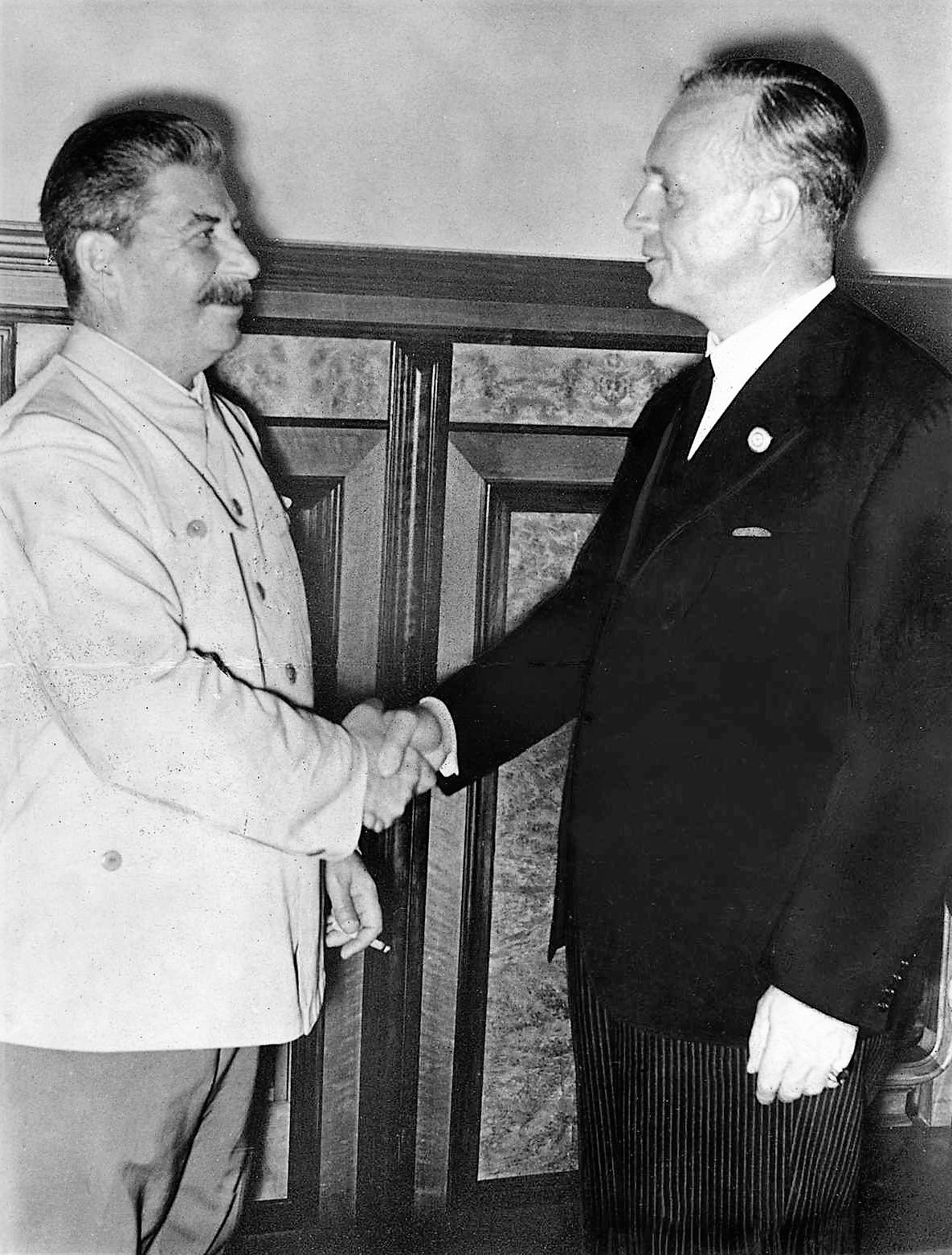
Stalin i von Ribbentrop al Kremlin

Furiós i dubtant de la seva voluntat d'oposar-se realment a l'amenaça nazi, Stalin manifestà clarament al XIX Congrés del PCUS (març de 1939) que no excloïa un acord amb Berlín per protegir la Unió Soviètica, i que el país es vendria al millor postor. Aquell mateix mes, el cap de la diplomàcia soviètica, Maxim Litvinov (l'arquitecte de la línia anti-feixista, casat amb una britànica i d'origen jueu) va ser substituït per Viatxeslav Mólotov. El 23 d'agost de 1939, en absència d'una proposta clara per part de les potències occidentals, se signà el Pacte Germanosoviètic al Kremlin.
La Unió Soviètica va poder treure rendiments d'aquest pacte contra-natura durant dos anys, annexionant-se més de 500.000 km² i augmentant en 23 milions la seva població. El terror i la sovietització forçosa accelerada van abatre's sobre els països bàltics i Moldàvia, absorbits, així com els territoris reconquerits per l'Exèrcit Roig a Polònia i aquells substrets a Finlàndia després del fracàs d'un intercanvi amigable després de la difícil Guerra d'Hivern. Centenars de milers de persones van ser deportades brutalment i arbitràriament, el sistema econòmic soviètic va ser exportat de tal manera que les cultures locals van ser sufocades, i una part de les elits va ser assassinada, com els succeí als 20.000 oficials polonesos massacrats a Katyn.

#### Del risc de col·lapse a la victòria
El 22 de juny de 1941, Hitler trencà el pacte de no-agressió amb la Unió Soviètica i llançà la invasió de la Unió Soviètica, donant inici a la Gran Guerra Pàtria, nom amb el qual es coneix a Rússia la guerra contra el Tercer Reich. En pocs mesos, la Wehrmacht conquerí gran part de la Rússia europea, fent presoners a milions de soldats als quals van fer morir de fam i els van exterminar de manera deliberada. El poder soviètic desaparegué en àmplies zones. A vegades ben rebuts per les poblacions (als quals veien com a alliberadors del poder estalinista), els nazis van alinear ràpidament tot suport possible desvelant els seus projectes criminals premeditats i lliurant una guerra d'extermini racista contra les poblacions civils eslaves, gitanes i, sobretot, jueves.
Abandonat a mercè d'administradors nazis extremadament cruels, com el gauleiter Erich Koch a Ucraïna, es va fer passar fam deliberadament als russos. No es va fer cap mena de concessió als nacionalistes locals i l'Exèrcit Rus d'Alliberament, tot i ser anti-bolxevic, només va ser emprat a l'Oest. Davant el malestar de la pagesia, les estructures estalinistes no van ser qüestionades a fi de facilitar el pillatge dels recursos agrícoles i les extraccions obligatòries van ser agreujades sota pena de mort. El Decret dels comissaris, signat pel mariscal Keitel abans de la invasió, es traduí en la massacre sumària dels comissaris polítics capturats i dels membres del Partit. Les tortures i les matances de civils es convertiren en fets quotidians, així com les deportacions massives de mà d'obra amb destí al Reich. La primera gran matança de l'Holocaust va ser la massacre in-situ d'un milió i mig de jueus soviètics pels Einsatzgruppen. Conegudes a una part i l'altra del front, totes aquestes atrocitats van comportar una gran adhesió de la població soviètica al règim de Stalin, que encarnà la lluita de la nació per la seva supervivència.
Tot i que durant els primers mesos de la guerra van patir greus revessos, l'Exèrcit Roig va resistir, tot i que al cost de milions de soldats. Davant la sorpresa alemanya, els soviètics no es van rendir i no van deixar de multiplicar les contra-ofensives des del primer dia. Els alemanys van descobrir que la seva capacitat combativa era infinitament superior al que havien previst, igual que la quantitat i la qualitat del seu material. Descobriren el tanc mitjà T-34, un dels millors de la Segona Guerra Mundial, del qual no sospitaven ni tan sols la seva existència. Els soviètics també incorporaren diverses fites tècniques al seu arsenal, com els llançacohets múltiples Katiuixa, també anomenats "orgues de Stalin". A més, s'aplicà una política radical de terra cremada als territoris envaïts. Després de la invasió, les fàbriques van ser desmantellades i traslladades a l'est, juntament amb 10 milions de persones. Es tornaren a muntar a Sibèria i als Urals, produint des del 1942 més armes que les de l'Alemanya Nazi a costa dels enormes esforços dels treballadors civils. A més, l'URSS es beneficià també d'un ajut material indispensable dels Aliats angloamericans, abundant i de gran qualitat.

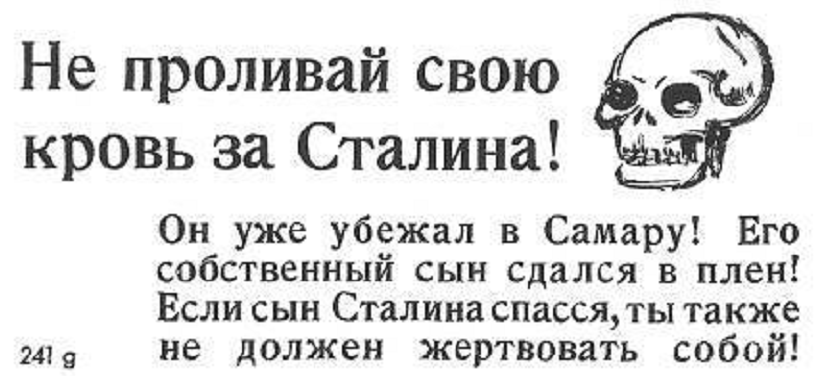
Pamflet alemany en rus, 1941: "No vessis la teva sang per Stalin."

El patriotisme i el context de guerra total expliquen en bona part la resistència dels soldats i civils. Així doncs, Leningrad, sotmesa deliberadament a un bloqueig responsable de gairebé un milió de morts, resistí a un setge de gairebé mil dies. Restant sense marxar d'un Moscou directament amenaçat, Stalin en persona contribuí a galvanitzar les energies i a interrompre qualsevol inici de pànic popular abans que l'Exèrcit Roig aturés l'avanç alemany a les portes de la ciutat. Als territoris ocupats, grups de partisans reaccionaren des de 1941; i des de 1942 el Kremlin s'encarregà de reubicar-los i de portar-los subministraments, sota un control estricte. Per a juny de 1944, a Belarús hi havia un milió de partisans; la més gran concentració de guerrillers de l'Europa ocupada.
La guerra canvià profundament el sistema estalinista que va haver de fer una crida al nacionalisme i associar-se a l'Església Ortodoxa, a fi de conservar una cohesió nacional que fos prou fort per a repel·lir les tropes alemanyes. A imitació del PCUS, els partits comunistes del món adoptaren els lemes patriòtics i van estar oberts al diàleg amb les autoritats religioses i amb les formacions polítiques més diverses. Stalin també suavitzà la col·lectivització de les terres, posant en punt mort la lluita de classes, el realisme socialista a l'art i la coacció política. Milers d'oficials de l'Exèrcit Roig anteriorment purgats van ser reintegrats, com va ser el cas del futur Mariscal Konstantín Rokossovski; un milió de detinguts alliberats van combatre al front. Això no obstant, el terror i la natura totalitària del règim van portar a terme un rol considerable. Des de 1941, i fins i tot a Stalingrad, grups de l'NKVD van encarregar-se de metrallar els soldats desertors. Oficials i soldats van ser afusellats des dels primers dies, bocs expiatoris dels errors de la STAVKA. Els comisaris polítics vigilaven de prop als caps militars, constantment exposats a caure en desgràcia davant de Stalin. Els presoners de guerra van ser considerats traïdors i oficialment renegats, les seves famílies van ser abandonades sense ajut o perseguides; i tota feblesa al front equivalia a l'arrest. El 1941-42 van ser condemnats un mínim de 994.000 soldats, dels quals 157.000 van ser executats. Fins i tot, el 1945, tota crítica podia significar l'enviament al gulag: Aleksandr Soljenitsin va ser arrestat al front de batalla polonès a l'haver posat en dubte el geni militar de Stalin.
El 1941 no s'havia previst ni dissenyat cap pla d'evacuació de civils. S'havia mantingut als jueus en la ignorància sobre les atrocitats alemanyes anti-semites i, sovint, no intentar escapar abans de l'arribada dels nazis. Només els detinguts pel règim van ser traslladats en marxes forçades dramàtiques, si no van ser afusellats a lloc abans de l'arribada alemanya. Així, en ple avanç enemic, l'NKVD distreia forces del front per deportat a tots els alemanys del Volga, descendents de colons instal·lats durant el segle xviii. El 1944, una quinzena de nacionalitats havia estat deportades en la seva totalitat, dones, nens, militants comunistes i soldats condecorats, sota la falsa acusació de col·laboració amb els alemanys. Entre ells, els 600.000 txecs deportats en només 6 dies (març de 1944), una fita històrica mai no igualada.
L'avanç soviètic a l'Europa Oriental va anar acompanyat d'una onada de pillatges, violacions de domicili i desaparicions; a l'Alemanya Oriental, les tropes van ser animades a perpetrar violacions massives en represàlia a les exaccions nazis fetes en territori soviètic; mentre que, a títol de reparacions, va ser desmuntada una gran part del potencial industrial de la futura RDA i enviada a la Unió Soviètica. Victoriós a Moscou, l'Exèrcit Roig també sortí victoriós de la dramàtica batalla de Stalingrad al febrer de 1943, que va ser un punt d'inflexió de la guerra. A més, la batalla de Kursk, la concentració més gran de cuirassats de la història, va concloure amb un nou èxit soviètic. El 1944, el territori nacional havia estat reconquerit. L'Exèrcit Roig derrotà al front de batalla als alemanys i alliberà la meitat d'Europa fins a arribar a Berlín.
Aquesta posició militar no va poder més que ser ratificada pels Aliats occidentals. La conferència de Ialta (4-11 de febrer de 1945), realitzada a territori soviètic, confirmà a Stalin com el principal vencedor de la guerra europea. Fins a l'obertura tardana del segon front a Normandia al juny de 1944, les tropes soviètiques van portar sobre si mateixes el pes de la guerra, car van haver de fer front a les tropes alemanyes més aguerrides i millor equipades. Almenys un 85% de les baixes alemanyes van ser-ho al Front Oriental.
En acabar el conflicte, la Unió Soviètica es convertí en la segona superpotència mundial. Es ratificaren les seves annexions i es convertí en membre permanent del Consell de Seguretat de Nacions Unides. El seu prestigi internacional era immens, més enllà dels cercles comunistes i de la gent d'esquerra. Però el preu de la victòria va ser titànic, amb entre 22 i 26 milions de morts entre civils i militars, milions de refugiats i damnificats i les majors destruccions materials abans mai vistes patides per un bel·ligerant en la història de la humanitat. Milers de pobles, explotacions agrícoles i vies de comunicació van ser destruïdes. Entre 1946-47, la sequera i una nova fam a Ucraïna van causar més de 500.000 morts.

#### Després de la guerra: el segon estalinisme i el jdanovisme artístic
Després de la flexibilitat i la relativa liberalització dels anys de guerra, Stalin va decebre a totes les esperances de canvi que tenia la població. Així doncs, decidí retornar sense major canvi al sistema econòmic i polític dels anys 30, estenent-lo al recentment creat "camp socialista". Ràpidament, per tota l'Europa Oriental van prendre el poder partits únics forjats sota el model estalinista, mentre que l'Exèrcit Popular d'Alliberament de Mao Zedong resultava victoriós a la Xina el 1949.
Sobretot a partir de 1947 i de l'adveniment de la Guerra Freda, totes les noves democràcies populars havien d'introduir el col·lectivisme, l'economia planificada, el partit únic i d'altres institucions estrictament calcades del model soviètic. Representants de l'NKVD van supervisar la creació de policies polítiques i dels camps de treball. Els exèrcits nacionals van ser reformats sota el model de l'Exèrcit Roig i un soviètic d'origen polonès, el Mariscal Konstantín Rokossovski es convertí fins i tot en el ministre de defensa polonès, amb rang de Mariscal de Polònia. Les monedes nacionals van ser alineades respecte al ruble, diverses empreses van posades sota el control soviètic, i les economies nacionals van integrar-se a un bloc dominat per Moscou, confirmant-se el Comecon el 1949.
A una sèrie de processos judicials trucats contra els representants de l'Antic Règim (com el del cardenal Midzentsy a Hongria, per exemple), o contra els adversaris polítics, van succeir altres contra els comunistes locals sospitosos de nacionalisme o, després de la ruptura soviètico-iugoslava de 1948, de titisme.
Durant la guerra, milions de combatents i civils van haver de sortir de la Unió Soviètica. En aquestes circumstàncies, van descobrir països amb uns nivells de vida superiors al seu, així com d'altres formes de viure i de pensar. Inquiet davant la possible subversió, Stalin va fer deportar al Gulag a tots els antics soldats de l'Exèrcit Rus d'Alliberament alliberats pels occidentals, però també a un gran nombre de presoners de guerra rescatats dels camps de concentració nazis o els treballadors civils voluntaris o forçats a Alemanya. També diversos ciutadans dels països bàltics, ucraïnesos i polonesos, països annexionats a la Unió Soviètica, també van ser enviats als gulags, així com els membres o els simpatitzants de les guerrilles nacionalistes anti-alemanyes i anti-soviètiques que subsistien als confins occidentals de la Unió Soviètica a finals de la dècada de 1940. Van unir-se a centenars de milers de presoners alemanys i japonesos. Per un altre costat, entre 1948 i 1949 va tenir lloc una onada de detencions que colpejà a diversos antics detinguts, tornant-los a enviar als camps, o fins i tot als fills de les purgues de 1937, també deportats.
Així, els efectius del Gulag van tenir el seu millor moment. El 1950 es restablí la pena de mort, suprimida el 1947. Objecte d'un culte a la personalitat portat al seu paroxisme (particularment en la celebració del seu 70è aniversari, el 21 de desembre de 1949), un Stalin envellit i suspicaç governava enfrontant els clans entre ells i atemorint contínuament el seu entorn; tot i que s'assolí una estabilització real del règim, en el que no es repetiren les grans purgues de la preguerra.
Les enormes exigències de la reconstrucció del país, el rebuig al Pla Marshall (1947) i les limitacions de la Guerra Freda (armament, accés a l'armament atòmic el 1949) van donar lloc a una forta pressió sobre els obrers, mantinguts sempre sota una disciplina fèrria. El Grup de Leningrad, creat al voltant dels joves dirigents Kouznetsov i Voznessenski, va exigir un reajustament en la despesa de la indústria pesant; com a resultat, ambdós líders van ser detinguts (1949) i executats (1951).
Pel que feia als camperols, van tornar les terres retallades durant la guerra com a propietat col·lectiva i una reforma monetària els va fer perdre els beneficis personals assolits en aquesta època. Els lliuraments de naturalesa obligatòria no van deixar d'augmentar fins a la mort de Stalin.
Els intel·lectuals van ser cridats a l'ordre pel jdanovisme artístic (1946), campanya doctrinària violenta orquestrada per Andrei Jdànov, protegit de Stalin. La poetessa Anna Ajmnatova va ser exclosa de la Unió d'Escriptors, privada de la seva cartilla de racionament i obligada a sobreviure de qualsevol manera. Els pintors, escriptors i tots els artistes van ser sotmesos més o menys durament que mai sota el dogma del realisme socialista. Els compositors, com Sergei Prokofiev o Dmitri Xostakovitx, van ser intimidats, veient-se forçats a compondre tonades que poguessin xiular els obrers de camí al treball. El context de la Guerra Freda i la rehabilitació d'un nacionalisme exacerbat de la Gran Rússia portà a violentes campanyes contra tot allò que provingués d'Occident, com podria ser la psicoanàlisi, la cibernètica o la física quàntica, mentre que els estudiants de l'esperanto van ser deportats. A les ciències, la imposició del lissenkoisme es trobava al seu apogeu, depurant-se o liquidant-se tots els seus adversaris.
En nom de la lluita contra el "cosmopolitisme", el règim renovà l'antisemitisme. Des del període d'entreguerres, el judaisme religiós va ser esclafat per les persecucions, mentre que el Jiddisch i l'hebreu van ser posats fora de la llei. La secció jueva del Partit (Ievsektsia) va ser dissolta durant les Purgues. El 1946, Stalin va prohibir la publicació del "Llibre Negre" de Vasili Grossman i d'Ilia Erenburg sobre l'extermini dels jueus soviètics pels nazis. El 1948, el gran actor idish Solomon Mikhoels va ser assassinat sota aquestes ordres, mentre que els escriptors del Comitè Jueu Antifeixista, constituït durant la guerra per obtenir l'ajut dels jueus americans, van ser detinguts i afusellats el 1952. La premsa, el teatre i les escoles jueves van desaparèixer pràcticament totalment.
Després d'haver promogut la creació de l'Estat d'Israel (1948-49), la Unió Soviètica es tornà brutalment en contra, i les campanyes antisionistes i anticosmopolita prengueren un caràcter netament antisemita en tot el bloc soviètic (per exemple, el judici de Slanski a Praga el 1952, en el que pràcticament tots els acusats eren jueus). Stalin s'aprestà a rellançar la campanya antisemita mitjançant la "conspiració de les bates blanques", quan la mort el sorprengué.

#### Mort de Stalin: cap al desgel
Stalin va morir el 5 de març de 1953, mentre que preparava noves purgues (el complot dels metges). Després de la mort de Stalin, es restablí una direcció col·legiada. Les primeres mesures de liberalització es van donar, paradoxalment, de mans de Béria: va fer alliberar i rehabilitar als metges jueus víctimes del suposat complot i alliberà a un milió de detinguts dels gulags, però poc després va ser detingut, arrestat (juny de 1953) i afusellat (desembre de 1953) per ordres dels seus col·legues.
Havent arribat progressivament al poder, Nikita Khrusxov rellançà certa liberalització del règim polític, és a dir, la "desestalinització". El seu discurs pronunciat al XX Congrés del Partit Comunista de la Unió Soviètica el 25 de febrer de 1956 denuncià el culte a la personalitat de Stalin, les violacions a la legalitat socialista i una part dels crims de Stalin, sobretot les purgues que van desestabilitzar periòdicament el sistema i provocava que els mateixos buròcrates i dirigents visquessin atemorits. Els supervivents de la dictadura van ser globalment alliberats del Gulag i es pronunciaren milers de rehabilitacions. El 1961, el cos embalsamat de Stalin va ser retirat del Mausoleu de Lenin. S'aboliren les lleis més repressives i l'estat policial abandonà el terror en massa a canvi d'una repressió més dirigida i selectiva. A més, Khrusxov va introduir reformes econòmiques que van restablir elements d'una economia de mercat a l'interior del sistema planificat, reforçant l'autonomia dels directors de les fàbriques i posà un gran èmfasi en l'augment del nivell de vida dels ciutadans soviètics.
Aquest "liberalisme", però, no li impedí intervenir militarment contra la insurrecció obrera hongaresa a finals de 1956. Els partidaris de Leon Trotsky, assassinat el 1940, reagrupats en la IV Internacional, considerava la desestalinització com un alliberament de façana del sistema soviètic que permetia el manteniment de la burocràcia. Finalment, el 1964 Khruixov va ser apartat del poder: la nomenklatura modelada per l'estalinisme quedà com a l'única governant del règim fins a mitjan la dècada de 1980, suspenent les reformes i la desestalinització. Això va ser degut al fet que es mostressin incapaços de posar remei a les disfuncionalitats heretades de l'era estalinista (burocratisme, absència d'esperit d'iniciativa i de llibertats públiques, penúries, desastres ecològics, desequilibri de sectors en favor d'una indústria cada cop menys adaptada als avenços tecnològics, etc.), que els homes de la "Generació de 1937" van preparar la caiguda final de la Unió Soviètica.

## El totalitarisme estalinista
Sovint, l'estalinisme és considerat, juntament amb el nazisme, com una de les formes de totalitarisme. En remodelar radicalment a una societat, Stalin afirmà les seves ambicions de controlar també la ment i així crear un "home nou".
Sistema basat en el terror, tornà la seva violència massiva principalment contra la seva pròpia població. Com a tal, aquest estat policial va ser responsable de prop de 70.000 execucions entre 1929 i 1953, mentre que en el mateix període, 18 milions de soviètics van ser deportats al gulag i 6 milions més van ser forçats a marxar cap a l'exili més enllà dels Urals, és a dir, un soviètic de cada cinc. A més, s'han d'afegir els milions de morts causats per les fams.

### Culte a Stalin
Un veritable culte a la personalitat, rendit al "Pare dels Pobles" va concedir a Stalin la possibilitat d'afirmar la seva autoritat. Sorgit el 1929, es radicalitzà a partir de les purgues i la II Guerra Mundial. Fotografies, cartells i desfilades van celebrar al "genial Stalin", al guia (vojd) "del proletariat mundial" i "de la Pàtria", a l'home infalible, just i bo, que "construí el socialisme a la Unió Soviètica per al bé de tots". Milers de carrers, ciutats, institucions i edificis portaven el seu nom, així com els Premis Stalin, equivalents soviètics als Premis Nobel. El seu nom era citat milers de vegades diàriament pels mitjans de comunicació, als discursos i a les escoles. El seu rostre es trobava en tots els murs i els seus retrats i estàtues gegantines cobrien el paisatge urbà.
La menor crítica aparent contra Stalin suposava un perill: la gent desapareixia per haver escrit malament el seu nom o per haver embolicat flors amb un full de diari on hi havia la seva foto. Imposat tard i artificialment al país i al Partit, el culte a Stalin estava desproveït d'una justificació teòrica respecte al marxisme-leninisme, com del seu magre paper a la Revolució d'Octubre de 1917 i el seu feble carisma personal. Stalin va estar, a més, obligat a donar suport al seu propi culte sobre una deïficació de Lenin, de qui pretenia ser el millor amic i deixeble. Davant els seus visitants, li agradava mostrar modèstia i presentar-se com un home sensat, senzill i proper a la seva gent. La funció del culte va ser, precisament, establir la seva legitimitat històricament qüestionable i justificar el seu poder personal absolut, conquerit a poc a poc sobre els seus adversaris i els seus propis col·legues.
També va tractar-se d'una estratègia populista: mentre que els privilegiats del Partit i de la policia eren odiats, Stalin apareixia davant la gent comuna com un recurs contra els abusos, de manera que la seva figura va estar fora de tota crítica. Diverses de les seves víctimes creien sincerament que Stalin era innocent o que no en sabia res del terror que s'estenia pel país.
D'aquesta manera, al país dels tsars, es procurà satisfer a una població habituada a venerar les figures tutelars. El "Pare dels Pobles", un títol reprès del tsarisme, gaudia comparant-se amb els dèspotes modernitzadors, com Ivan el Temible o Pere I el Gran. Almenys fins a l'inici de la guerra, el culte a Stalin no va ser tan ben rebut al camp, delmat per la deskulakització, com ho va ser a les ciutats. En particular, va ser molt fort entre la joventut que no havia conegut res més que a ell o entre la Nomenklatura que li ho devia tot. Després de la victòria sobre Hitler, la popularitat del "Pare dels Pobles" demostrà que s'havia aconseguit identificar amb la pròpia nació.

### Propaganda i mobilitzacions
Aïllats del món exterior i privats de tot punt de comparació, els soviètics van estar estretament controlats i enrolats des del naixement fins a la mort, sotmesos a una propaganda massiva, omnipresent i permanent. Premsa, ràdio, teatre, literatura, cinema, cartells, monuments o institucions difonien els mateixos lemes, glorificaven uniformement al règim, les seves fites i als seus caps, així com estigmatitzaven als enemics senyalats. La joventut s'enrolava al Komsomol. El discurs oficial es convertí en la lectura obligada de la realitat, de la qual s'amagaven tots els aspectes molestos. El culte obsessiu del secret i el transvestisme de la realitat van deixar a les masses en la ignorància d'aquests darrers.
El poder promovia l'emulació. Així, exaltava els herois del treball, els estajanovistes o els kolkhoziens d'elit, coberts de medalles, honors i privilegis materials. Aquest moviment incentivava l'augment de la productivitat laboral, basat en la mateixa iniciativa dels treballadors. A cada campanya de producció, les cèl·lules del Partit i la població havien de reaccionar com un sol home i multiplicar les reunions, desfilades i resolucions "espontànies" que manifestaven el seu ple acord amb la direcció del país.
Els visitants estrangers eren hàbilment enganyats en amagar-se'ls tot sovint els aspectes ombrívols de la realitat soviètica i no mostrar-los res més que els èxits. El 1932, Stalin aconseguí que Édouard Herriot, President del Consell Francès, visités Kíev i Ucraïna enmig de la fam sense que s'adonés de res. Van ser ben pocs els comunistes o els companys de ruta prou lúcids que es van atrevir a confessar els seus dubtes i decepcions quan tornaven com va fer André Gide al seu llibre "Tornada de l'URSS" (1936).

### Vigilància, terror i delació
El règim va promoure la delació massiva. Per la premsa, el cinema, l'escola o la literatura s'incitava a tots a denunciar als "sospitosos", als "espies" i d'altres "sabotejadors", així com a vigilar als seus amics i a la seva pròpia família. Es creà tot un culte pòstum al jove Pavlik Morózov, mort en circumstàncies incertes el 1932 i presentat com a exemple per a tota la joventut soviètica.
Els camperols dels koljos i dels sovjos van ser vigilats mitjançant les MTS, estacions de màquines i de tractors, les quals tenien tot el monopoli de la maquinària moderna al camp i que, amb les seves seccions polítiques, eren els ulls i oïdes del poder. Fins a la mort de Stalin, van ser sotmesos a impostos i a exaccions obligatòries, sovint exorbitants, fixades tot i la realitat. El 7 de maig de 1932 es promulgà una llei en plena fam que castigava amb la reclusió al gulag "tot robatori de la propietat socialista": per tant, una mare que furtés per impedir que els seus fills no morissin de fam seria deportada. Aquesta llei va ser responsable de centenars de milers de detencions i deportacions. El 1946, una llei semblant va tenir conseqüències semblants, tot i que va tenir un abast menor.
Des de 1931, els obrers havien de tenir una llibreta de treball, i no podien canviar de feina sense autorització prèvia. Ara bé, en nom de la industrialització, la classe obrera havia de suportar condicions de treball extremes: salaris baixos, llargues jornades laborals, multiplicació d'accidents, sospita generalitzada contra els sabotejadors, reals o suposats. No es comptava amb cap mena de protecció: la vaga era impossible, els sindicats estaven dominats pel poder, la Comissaria de Treball va ser dissolta al juny de 1933. després dels aixecaments obrers de juny de 1932 a Ivànovo, qualsevol resistència física va desaparèixer pels 30 anys vinents. Entre 1938 i 1940, una sèrie de decrets draconians van castigar amb l'enviament al gulag els retards reiterats de més de 20 minuts: aquests decrets van ser responsables de dos milions de condemnes en un any i d'onze milions abans de la seva abolició el 1957.
A l'època leninista, diversos soviètics van ser discriminats a causa dels seus orígens socials: aquestes "persones del passat" (byvchie ljudi) i d'altres "elements socialment perillosos" (categories vagues que englobaven drets comuns o marginals, així com antics petits comerciants, eclesiàstics o descendents de l'antiga noblesa) van ser els blancs prioritaris de la vigilància i la repressió. Des de 1929, es comptabilitzaren uns 4 milions de soviètics privats de tots els seus drets cívics (litxebsty) i discriminats, juntament amb els seus fills, de l'accés a habitatge, treball, educació superior, etc. Als anys 20, aquestes categories van ser objecte de batudes regulars a les ciutats, sent deportats a milers. Durant els anys 30, el seu nom s'incrementà amb centenars de milers de deskulakitzats fugits del camp o evadits del seu lloc d'exili, així com d'una massa de nombrosos exartesans desposseïts, ex-nepmen, petits traficants, delinqüents juvenils, etc., tots ells víctimes de les transformacions brutals de la societat soviètica. Ells van ser les principals víctimes de la Gran Purga, i en particular del Decret 00447 de Nikolai Iejov de 30 de juliol de 1937.
A partir del 28 de desembre de 1932, cap ciutadà soviètic podia desplaçar-se, allotjar-se o treballar sense el seu passaport interior (propiska). Oblidar-lo a casa era motiu suficient per a ser deportat en cas de ser detingut en un control. Al passaport s'indicava la nacionalitat, la qual cosa facilità la discriminació i les posteriors deportacions. A curt termini, les campanyes d'empadronament permetien situar de forma massiva als kulaks refugiats que s'amagaven a les ciutats, als gitanos, a diverses classes vingudes a menys, així com a elements "socialment perillosos", els quals van ser deportats o expulsats. Els centenars de milers d'habitants als quals se'ls negà el seu passaport van perdre tot accés legal als mitjans de subsistència (treball, habitatge, etc.).

### La mà de ferro de Stalin: el NKVD
Rarament igualada a la història humana, l'omnipotència de l'estat policial estalinista marcà durament al poble soviètic i, indirectament, a l'imaginari occidental. Milions de persones, moltes d'elles innocents, van desaparèixer de cop i volta, detinguts a casa seva durant la nit, interpel·lats enmig del carrer o bé arrasats i deportats, la qual cosa deixà la resta de la població en la incertesa i l'angoixa per si li arribava el seu torn: prenent massivament el camí de les presons i dels gulags, van poblar la xarxa de camps de treball més vasta mai abans organitzada.

#### El GUGB, el Servei de Seguretat de l'Estat
L'estat policial estalinista va ser l'hereu directe de la Txeca, la primera policia política soviètica, fundada el 20 de desembre de 1917 per Felix Dzerjinski i substituïda el 1922 per la OGPU. Segons les paraules d'Aleksandr Soljenitsin és l'únic orgue repressiu en la història de la humanitat que va concentrar a les seves mans la vigilància, l'arrest, la instrucció, la representació del Ministeri Públic (és a dir, l'acusació), el judicii ii l'execució de la sentència.
Aliat estretament des de la dècada de 1920 a l'aparell policial, Stalin conferí a la policia política un paper central en el seu sistema i no dubtà en estendre el terror policial als membres del Partit i als seus dirigents. El 1934, la Direcció General de la Seguretat de l'Estat (OGPU) va ser incorporat al recentment creat Comissariat del Poble d'Afers Interiors (NKVD). El NKVD, que va ser la base del Ministeri de l'Interior, es convertí amb aquest afegit en una eina molt poderosa al servei de Stalin, que situà al capdavant els seus fidels Iagoda (1934-1936, executat el 1938), Iejov (1936-38, executat al febrer de 1940) i, finalment, Béria (executat sumàriament el 1953). El 1937 comptava amb 370.000 funcionaris, a més d'una immensa xarxa d'espies.
L'NKVD era responsable de la policia, de les presons, dels llocs d'exili per a "colons especials" i dels camps de detenció. Estava encarregat de les grans purgues planificades per Stalin, així com de les deportacions en massa al Gulag. El seu paper consistia a vigilar, detenir, interrogar i, en algunes ocasions, torturar als detinguts. De gran eficàcia, va ser l'instrument mitjançant el qual Stalin mesurà un país, castigant tot error suposat, esclafant tota oposició o desviació per insignificant que fos; però, sobretot, va ser l'instrument que enfonsà la Unió Soviètica en un estat de terror permanent. Igualment encarregat de l'espionatge fora del país, les seves operacions van estendre's a l'estranger, amb el segrest en ple París dels generals tsaristes Krutepiov (1930) i Miller (1937), l'assassinat de Trotsky a Mèxic el 1940, o la desaparició del líder del Partit Obrer d'Unificació Marxista (POUM), Andreu Nin a Barcelona el 1937.

#### Façana d'Estat de Dret i processos trucats
L'NKVD podia detenir arbitràriament a qualsevol persona, fossin dignataris del Partit o els koljosians més empobrits, en qualsevol moment i amb qualsevol pretext. Existia sempre una façana jurídica d'estat de dret, sobretot, pel famós Article 58 del codi penal de la RSFSR, els 26 paràgrafs del qual extremadament vagues proporcionaven una base jurídica per poder acusar d'una àmplia gamma de crims i traïcions.
Si bé Stalin proclamà que "el fill no és responsable de les culpes del pare", es practicà la responsabilitat col·lectiva: el crim real o suposat comportava la detenció de tota la família i persones properes al culpable: per exemple, quan el general Ian Gamarnik se suïcidà per no participar en el cas Tukhatxevski, procés clau en la Purga de l'Exèrcit Roig, la seva dona va ser condemnada a 8 anys de reclusió en un camp com "esposa d'un enemic del poble"; un cop al camp, va rebre 10 anys suplementaris per "ajudar a un enemic del poble", morint a l'exili el 1943. La seva filla va ser enviada a un ordenat del NKVD, i quan arribà a la majoria d'edat, va ser condemnada a 6 anys de presó al gulag per considerar-se que era un "element socialment perillós".

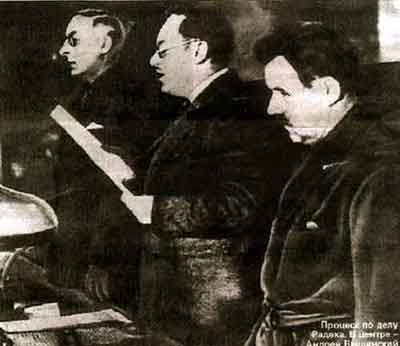
El procurador Andrei Vixinski als Judicis de Moscou, gener de 1937

Fins i tot aquells que ja havien complert les seves condemnes no quedaven lliures. Així, el 1948-49 es va detenir en massa a les víctimes de les purgues de 1937 que havien complert els seus 10 anys d'internament a un camp, així com els seus fills. Molts dels presos alliberats no podien tornar a les seves cases i van quedar assignats durant molt de temps al seu lloc d'exili o bé la regla dels 101 kilòmetres els prohibia apropar-se a menys de tal distància de les grans ciutats.
Des de 1928, Stalin també encarregà a la policia l'organització de grans processos trucats espectaculars, que proveïen de bocs expiatoris per a una població que havia d'enfrontar-se a les dificultats quotidianes. Els inculpats, sotmesos a llargues tortures físiques i morals, exposats a les represàlies contra les seves famílies, van ser obligats a acusar-se a si mateixos d'espionatge i sabotatge, a més d'altres crims. Les "confessions" i "revelacions" de cada procés servien de preparació per als següents, car cadascun d'ells implicava a altres persones com a còmplices que també havien de comparèixer en judici.
Els principals processos-espectacles van ser:
- el 1928, els enginyers-sabotejadors de Txakhti (11 condemnes a mort i 6 execucions)
- el 1930, el procés del Partit Industrial.
- el 1933, el procés dels enginyers britànics de l'empresa Vickers.
- el 1936-38, els tres cèlebres Processos de Moscou, on el procurador Vixinski actuà contra la vella guàrdia bolxevic.
- el 1945, el procés de 16 enviats del govern polonès a Londres, detinguts a la seva arribada a la Unió Soviètica.

Aquests processos públics espectaculars eren coneguts a diferents nivells per tota la Unió Soviètica, encara que molts van ser portats a terme en secret, com els dels 29 presumptes assassins de Kírov, afusellats al desembre de 1934. La pràctica va estendre's a les democràcies populars de la postguerra.

#### L'altre vessant del sistema: el Gulag
Actualment més famós que el NKVD, el Gulag (abreviatura de "Direcció General de Camps") era l'organisme del NKVD responsable dels camps de detenció i de treballs forçats estesos per tot el país, les illes Solovetski al mar Blanc i fins a la famosa i mortífera Kolimà, a l'extrem oriental de Sibèria.
"L'arxipèlag Gulag" constituí dins de la Unió Soviètica Estalinista un veritable món a part, amb la seva pròpia població, els seus costums, institucions i economia. Es tractava d'un veritable Estat dins de l'Estat (la "petita zona" en argot presidiari; la "gran zona" a la resta del país), amb control sobre regions senceres: el Dalstroi administrava amb la Kolima un territori de mida equivalent a França i molts camps s'estengueren per diversos departaments. Haurien existit uns 476 conjunts de camps de concentració entre 1929 i 1953, que cobrien una varietat infinita de presons, aïllaments, camps mòbils fixos. Fins a 18 milions de soviètics van passar per les seves instal·lacions, i alguns van arribar a estar-s'hi durant 15 ó 20 anys. Segons deia un proverbi rus, "Qui no ha estat deportat, ho serà".
El tsarisme emprava des de feia molt de temps els seus presidis per tal de, no només reprimir els elements hostils, poblar i russificar Sibèria i d'altres regions llunyanes. Durant la Guerra Civil Russa, la Txekà va recórrer al recurs de l'internament en camps de sospitosos i dels enemics. Aquests no tenien una funció productiva, sinó que es tractava simplement d'un mitjà de repressió entre d'altres, i no allotjaven més que una població relativament limitada; no obstant això, van crear un precedent i no van desaparèixer amb la derrota dels Blancs. L'1 de juny de 1923 s'inaugurà el presidi de les illes Solovetski, generalment considerat com el laboratori de les pràctiques claus de gulag estalinista. Per primera vegada, els detinguts polítics van ser barrejats amb criminals comuns (els urkis, la violència dels quals atemoria als altres presoners), i el menjar era proporcional al treball realitzat: el detingut que no completava la seva taxa menjava menys, sense que importessin les seves necessitats reals.
Amb el Gran Gir de 1929-30, la població reclusa i als camps de concentració va expandir-se de manera vertiginosa. El flux massiu de camperols deskulkitzats i la deportació a camps de treball per faltes professionals o polítiques proveïa d'una mà d'obra inacabable per a la construcció de grans instal·lacions o per a l'extracció de recursos naturals. En pocs anys, els camps van proliferar i la seva xarxa cobria tot el país. El zek (detingut) es convertí en una veritable categoria social, i el Gulag adquirí un paper econòmic molt important.
El primer dels grans treballs (inútils) del Gulag va ser el Belomorkanal, un canal entre els mars Blanc i Bàltic realitzat entre 1931-33 per 100.000 presoners, armats de pics i carros rudimentaris. Va ser seguit pel Canal Moscou-Volga-Don, de carreteres i línies ferroviàries a l'Àsia central i a Sibèria (el BAM, el Siblag). Camps itinerants talaven el bosc de taiga. Els detinguts ajudaven a la industrialització dels Urals, a la remodelació de les grans ciutats, a la construcció del nou Moscou i del seu metro. A més, el Gulag permeté extraure matèries primeres com or i urani de Volimà, níquel de Norilskk, petroli de Petxora o carbó de Vorkutà. Després de la guerra, s'inicià la construcció de preses i centrals hidroelèctriques al Volga i als rius siberians. Els darrers anys de Stalin van estar marcats per certs projectes megalomans que fins i tot els administradors del Gulag consideraven irrealitzables: el "Pla Davidov", que preveia fertilitzar els deserts i Sibèria, o la construcció de la "Via morta", una línia ferroviària enmig de la tundra cenagosa sobre el cercle polar, projecte que va ser abandonat a la mort del dictador sense que mai s'hagués pogut fer circular un tren.
Tot es realitzava enmig d'unes condicions climàtiques sovint extremes, amb poques eines, alimentació i protecció, i sense cap mena de preocupació per la vida o la salut dels detinguts. El Gulag estava desproveït de màquines modernes, frenant la mecanització i la modernització de la Unió Soviètica, car la va fer reposar sobre l'explotació d'aquesta massa. Va malbaratar-se molta energia, mentre que la qualificiació tècnica dels detinguts no era aprofitada, llevat dels txaratxki desenvolupats per Béria, on els científics i tècnics presoners treballaven sota una estricta disciplina, encara que amb unes condicions de vida millors.
Els plans i les normes irreals, la deportació caòtica i sense ordre de qualsevol, les males condicions de vida i de treball van contribuir a desorganitzar el Gulag, sense tenir en compte els afusellaments de les Grans Purgues o la fam durant la Segona Guerra Mundial. El Gulag tampoc no va tenir els mitjans disponibles per assolir les seves ambicions, molt allunyades a la realitat, lliurades a la incúria, la corrupció, el robatori i el sistema, la major part dels camps ni va rebre ni va redistribuir un abastiment suficient. La seva burocràcia (un funcionari per cada 12 detinguts) costava cara, sense donar cap mena de benefici als zeks. Finalment, els detinguts es protegiren practicant massivament la "truffa", el treball simulat o fet de pressa i de qualsevol manera.
Per tant, la funció repressora del gulag va prevaldre sobre les tasques de producció. Mai no arribà a representar més de l'1% de la producció industrial soviètica. Regularment deficitari, el país es reduí fins a pagar car el plaer de tenir-lo, com afirma Soljenitsine. Els successors de Stalin no van provar de mantenir aquest sistema de camps de concentració hipertrofiat i no productiu.

#### La població reclusa: elszeks
Els camps de concentració retenien efectius variables, contínuament canviants i de composició molt diversa. El milió de zeks provenia dels fluxes massius de les Grans Purgues, però la invasió alemanya buidà els camps dels homes aptes pel combat, els quals van ser alliberats i enviats al front. Aquells que van quedar-se van ser els presoners polítics, les dones, els homes molt joves o molt ancians, quedant exposats a una alta taxa de mortaldat (segons Anne Applebaum fins d'un 25%) a causa de la seva vulnerabilitat i la fam general per la guerra.
Els anys de la postguerra van marcar l'apogeu històric del gulag: després de 1945 hi havia internades entre 2 i 3 milions de persones. A aquest nombre cal afegir entre 2 i 3 milions més de "colons especials", camperols deskulakitzats i minories nacionals, deportats per famílies senceres, que si bé no vivien als camps de concentració, van ser exiliats i eren ciutadans de segona classe, assentats en zones vigilades i discriminades, així com una mà d'obra dòcil i barata.
La composició dels detinguts va evolucionar sense final. En conjunt, els detinguts polítics (kontriki) no van representar mai més del 10% del total. Els intel·lectuals, autors de la major part dels testimonis, van ser menys de l'1% dels captius. El gulag va colpejar, en primer lloc, les categories populars: el 92% dels detinguts el 1935 no tenien cap instrucció o en tenien una de molt elemental. En un inici, les dones van ser un sector minoritari, però amb la guerra van passar a ser del 7 al 26% dels detinguts. Els camperols deskukalitzats i les víctimes de les purgues i de les lleis repressores van passar a formar part de la major part dels deportats abans de la guerra. Sovint els purgats eren comunistes sincers o bons ciutadans, convençuts d'haver estat víctimes d'un error.
Després de 1945, els deskulakitzats i els purgats van ser menys nombrosos que els presoners de guerra de les potències de l'Eix, els col·laboradors de l'Exèrcit Rus d'Alliberament, els soldats arrestats al front de batalla, els presoners soviètics fugits dels camps de concentració nazis o, fins i tot, els partisans tant antisoviètics com antialemanys deportats en massa d'Ucraïna, els països bàltics o Polònia. Aquestes categories tenien en comú haver lluitat armes en mà, haver estat organitzats i saber per què estaven allà. Per tant, es resistiren a la seva condició de detinguts. Així, el gulag de postguerra va tenir una gran expansió de vagues, d'eliminacions violentes d'informants i matons a sou dels guàrdies, així com revoltes.

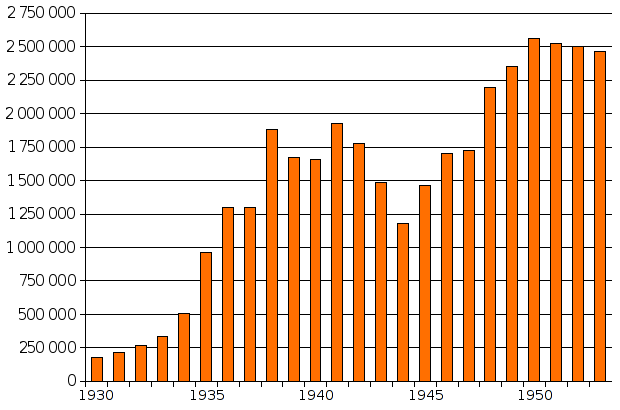
Evolució del nombre de presoners de gulag estalinista (1930-1953)

Les condemnes al Gulag sempre eren pronunciades a termini (no existia la cadena perpètua a l'URSS). Existien els alliberaments dels detinguts que aconseguien fer mèrits o que havien estat reeducats, així com les amnisties parcials. Llavors, era molt habitual la sortida del gulag (i no menys freqüent el retorn). Les investigacions recents mostren l'amplitud de la rotació dels detinguts: el 1940 el 57% dels presoners del Gulag va ser condemnant a menys de 5 anys.

## La societat soviètica sota el règim de Stalin
Mentre que el món sencer estava submergit dins de la Gran Depressió, la Unió Soviètica dels anys 30 no va conèixer l'atur i va sortir espectacularment del seu endarreriment sense l'ajut de capitals estrangers. Així, sorgí una societat radicalment nova, no-capitalista, la naturalesa de la qual va ser àmpliament debatuda a l'exterior. El 1936 la constitució estalinista proclamà fins i tot la desaparició efectiva de les classes socials a la Unió Soviètica.
De fet, la modernització i alguns èxits reals no van impedir la persistència de privacions i desigualtats. Al mateix temps, la població sentia de manera espontània la gran distància que els separava dels burocrates, els oficials de policia i dirigents privilegiats.

### Una població entre modernitzacions...
La industrialització va ser un èxit relatiu. La Unió Soviètica es dotà d'una completa gamma d'indústries nacionals i superà parcialment el seu retard respecte a Occident. L'estajanovisme va permetre introduir a les fàbriques una versió moderna del fordisme i del taylorisme, exemples de la producció en cadena moderna. La producció es desenvolupà encara obstaculitzada per la pesada burocràcia, per la desconfiança de l'estalinisme cap als especialistes i els tècnics i pels seus freqüents canvis d'opinió, relacionats amb les purgues polítiques.
Els èxits van ser prou positius per a interessar altres països, incloent-hi els Estats Units, on alguns tenien a l'economia planificada de tipus soviètica com un model de desenvolupament. El sistema estalinista va tenir, doncs, un èxit relatiu des del punt de vista capitalista.

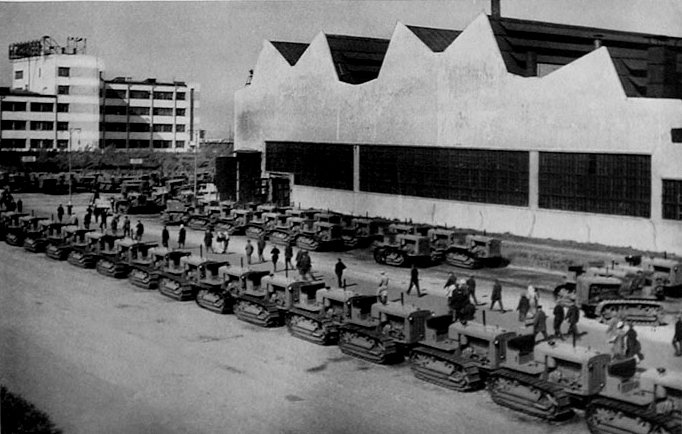
Fàbrica de tractors, anys 1930.

Al camp, l'esforç de mecanització i electrificació no era només en la propaganda. Tot i els fracassos nascuts de la inexperiència, les badades o les preses, la modernització del món rural progressà després de la commoció de la deskulakització.
Continuant amb els esforços dels anys 20, el règim va fer reduir massivament l'analfabetisme del 43% al 19% entre 1926 i 1939. Es realitzà un esforç immens a favor de l'educació primària, l'educació superior i la formació professional. Als anys 30, els nens matriculats a l'escola primària van passar de 3 a 18 milions. Per tot arreu es multiplicaren les escoles de formació d'adults. El nombre d'enginyers va créixer de manera exponencial. Fins i tot va ser notat per tots els observadors el frenesí dels estudis dels soviètics així com el seu amor per la lectura. La Unió Soviètica va aprendre a prescindir dels especialistes estrangers, que van ser progressivament eliminats (el darrer va marxar el 1934), però malgrat tot això, l'educació va reviure l'academicisme i el conservadorisme: les innovacions pedagògiques de l'era leninista van ser desautoritzades des de 1932 i tots els manuals van ser revisats (decret del 16 de maig de 1934).

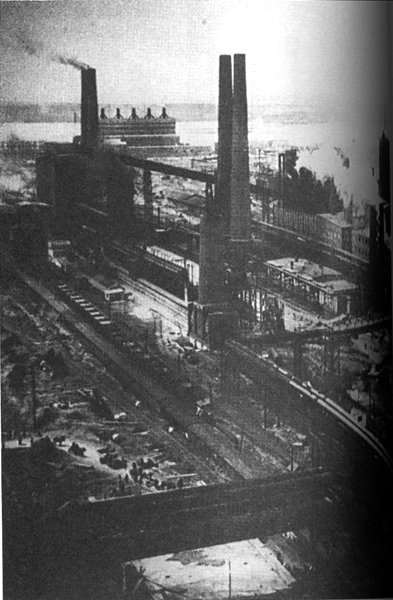
Forn d'acer de Magnitogorsk

La classe obrera passà d'11 a 38 milions de membres entre 1928 i 1933. La urbanització progressà considerablement: al final del Primer Pla, la població urbana passa del 18% al 32%; però aquesta explosió s'explica per l'arribada incontrolada de 25 milions de camperols expulsats del camp, i així, Moscou passà de 2 a 3,6 milions d'habitants en pocs anys. Com a exemple, Sverdlovsk, als Urals industrialitzats, passà bruscament de 150.000 a 3.600.000 d'habitants i van sorgir ciutats senceres al desert com Magnitogorsk o, fins i tot, gràcies al gulag, com Karagandá i Magadan.

### … i penúries
A l'inici dels anys 30, la deskulakització comportà la fugida anàrquica i imprevista de 25 milions de camperols. Les ciutats soviètiques augmentaren enormement d'habitants i es poblaren amb marginats, vagabunds i sense sostre. A les noves ciutats industrials, els obrers vivien en apartaments insalubres i superpoblats. Moltes ciutats patien manca d'higiene, de seguretat, d'infraestructures i de transport públic.
La població urbana havia d'encabir-se dins els kommounalka, apartaments col·lectius que van aparèixer després de 1917, que allotjaven a més del 80% dels ciutadans, sovint tenien una família per habitació. En moltes llars, l'amuntegament forçava la intimitat, afavorint les tensions quotidianes i facilitant així les delacions.
Una altra conseqüència de la col·lectivització i de les fams va ser que la Unió Soviètica patí penúries alimentàries cròniques. No podien trobar-se productes com la mantega, la carn, la llet o els ous; i el pa i d'altres productes habituals van ser racionats. Les cues davant les botigues (otxered) esdevingué un espectacle quotidià a la Unió Soviètica, així com una veritable institució, amb els seus codis i els seus costums (com per exemple, la possibilitat d'allunyar-se'n sense perdre el lloc).
En reacció a la mancança d'aliments, els menjadors comunitaris a la feina es multiplicaren, els robatoris als llocs de treball eren una pràctica de supervivència habitual i fortament reprimida, el mercat negre i els tràfics de tota mena floriren, i el regnat del sistema D s'instal·la. La desigualtat de l'oferta era considerable: gairebé no hi havia res per a la classe obrera, mentre que les botigues especials dels dirigents i buròcrates estaven ben assortides.
L'homo sovieticus no pot esperar sortir-se'n sense proteccions. "Cal més tenir 100 amics que 100 rubles", resava un proverbi popular; establint-se veritables cadenes clientelars en tots els graons de la societat soviètica.

### Arts, ciències i cultura durant l'estalinisme
El 23 d'abril de 1932, totes les organitzacions artístiques existents vam ser dissoltes, sent substituïdes pel Sindicat d'Artistes, creat el 1934. Des d'allà s'imposà als creadors un dogma estret de "realisme socialista", que resultà un retorn a l'academisme clàssic. La negació a les innovacions estètiques va ser dolgut per molts, com per exemple el poeta Vladímir Maiakovski, que se suïcidà el 1930.
Les minories nacionals havien desenvolupat des dels anys 20 una creixent renovació cultural que inquietà a Stalin, temeròs de les possibles prolongacions polítiques. L'amo del Kremlin retornà a la centralització i a la russificació forçosa pròpia de l'època tsarista. L'ensenyança en rus esdevingué obligatòria a tota la Unió des de març de 1938, i la resta de llengües van haver d'abandonar els seus alfabets propis en benefici exclusiu del ciríl·lic. El paper històric i dirigent de la nació russa s'exaltà.
Les biblioteques van ser netejades, obrint-se sectors especials per encabir-hi els llibres prohibits (els spetskhran), la llista dels quals s'allargava sense fi. Nombroses obres van ser censurades, expurgades o reescrites. Des de 1932, Stalin posà sota tutela l'Institut Marx-Engels de Moscou, fent detenir i deportar l'erudit bolxevic David Riazanov. La història era contínuament reescrita, i nombrosos documents van ser retocats i trucats, a fi de presentar a Stalin com l'amic més proper de Lenin i el coautor de la Revolució d'Octubre, per esborrar el paper o l'existència dels opositors o les víctimes, o per justificar cada nou canvi de línia política; i fins i tot s'arribà a falsificar el passat per atribuir a russos la paternitat de totes les grans invencions.
També important, l'estadística era objecte de tota mena de pressions i trucatges. El 1932, l'opositor Rioutin va escriure un text clandestí: "Només un home desesperadament idiota pot creure's l'estadística estalinista". Així, el 1939, quan el cens feia aparèixer l'absència de 17 milions de soviètics, Stalin va escamotejar els resultats i va fer executar els responsables. Nombrosos economistes van ser també víctimes de l'estalinisme, com Nikolai Kondràtiev, descobridor dels cicles econòmics.
El règim també intervenia fins i tot als debats de lingüística: les teories de Marr eren proclamades com les úniques bones des del punt de vista de la lluita de classes, que perseguí els seus oponents fins als anys 50.

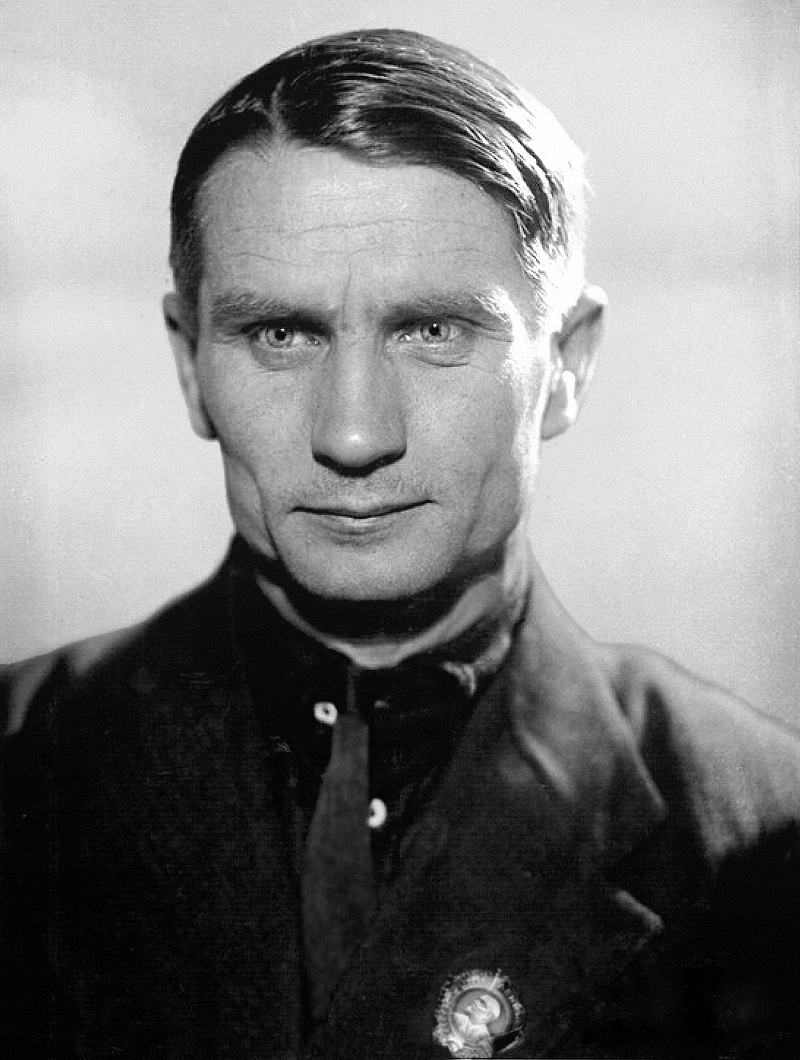
El xarlatà Trofim Lissenko, teòric oficial de la ciència proletària.

El lissenkoisme és de lluny la ingerència més desastrosa del règim dins del camp científic. Sota la influència del biòleg xarlatà Trofim Lissenko, el règim declarà com a falses les lleis de Mendel sobre l'herència. Els defensors de la ciència burgesa van ser perseguits i eliminats, com Nikolai Vavílov, que morí al gulag el 1943. La genètica soviètica, una de les més brillants del món va ser rebaixada pel lisenkoïsme. Les seves conseqüències en el retard agrícola soviètic van ser considerables.
Per un altre costat, la indústria nuclear va poder treballar, amb la fundació el 1943 de l'Institut Kurtxatov, la creació del complex nuclear Maiak entre 1945 i 1948 i l'Institut rus de recerca científica de física experimental el 1946. La Unió Soviètica va poder fer el seu primer assaig nuclear el 1949.
Els esportistes també van ser posats al servei del règim i de la seva propaganda. Els èxits dels pilots soviètics, molt populars, van ser exaltats i publicitats pel règim. Fins al 1952 la Unió Soviètica es van mantenir fora del moviment olímpic internacional, abans de presentar-se en l'escena mundial als Jocs Olímpics de Hèlsinki'52.
Els escacs també van ser objecte d'una instrumentalització comparable i van ser instituïts joc nacional el 1932 al Congrés de Jugadors soviètics, que proclamà: "Hem de condemnar d'una vegada per totes la fórmula «els escacs pels escacs», com «l'art per l'art». Hem d'organitzar brigades de xoc de jugadors d'escacs i hem d'assolir la realització d'un pla quinquennal d'escacs.".

### Vida religiosa durant l'estalinisme
El Gran Canvi va ser un pretext per rellançar la persecució religiosa que s'havia alleugerat sota Lenin. Durant la col·lectivització, les esglésies van ser sistemàticament despullades, els religiosos van ser perseguits i deportats, els edificis religiosos van ser tancats, destruïts o reconvertits en utillatges no-religiosos. La catedral del Crist Salvador va ser dinamitada per fer lloc a un gran Palau dels Soviets que mai no s'arribà a construir. El 15 de maig de 1932 s'adoptà un Pla Quinquennal de l'ateisme sota l'eslògan: "Gens de Déu el 1937!".
La riquesa o el poder passat de l'Església Ortodoxa no expliquen per si sols la política antireligiosa de l'Estat, car la resta de cultes no rebien un tractament millor: la repressió també va afectar els mussulmans o als budistes de les repúbliques de l'Àsia central, o als lames mongols.
El judaisme va ser sens dubte el que va rebre un tracte pitjor de tots: el 1937 no quedaven més que 50 sinagogues obertes, quan n'havien existit milers durant el règim antisemita i pogronista dels tsars. Des de l'època del I Pla, les sinagogues van ser despullades i tancades, milers de rabins van ser detinguts, les festes jueves van ser prohibides, i pràctiques com la circumcisió van ser erradicades (a finals de la dècada de 1930 no hi havia més que un 10% de jueus circumcidats). L'hebreu i el jiddisch van ser proscrits, encara que els membres de la secció jueva del Partit (la Ievsektsia) no van ser proscrits.
Després de la Gran Purga i amb la campanya antisemita de després de la guerra, no quedà cap possibilitat d'expressió cultural i/o religiosa específicament jueva. L'experiència de Birobidjan, una república jueva creada pel poder a l'Extrem Orient, resultà en un fiasco.
No obstant això, la repressió no va afectar les creences: així doncs, al cens de 1937 un 57% dels adults van tenir la valentia de respondre "sí" a la pregunta "És creient?". A Pskok, el 1937, un 57% dels nadons van ser batejats, i l'NKVD estimava que uns 180.000 habitants de Leningrad assistien a missa, encara que menys que abans.
Els popes errants havien d'anar a dir la missa a les llars dels fidels. Les sectes i els grups religiosos dissidents es multiplicaren. En les campanyes, els kolkojians continuaven celebrant les festes religioses.
La guerra va fer que Stalin anul·lés moltes ordres contra l'Església, després d'un senyal que ell creia que havia rebut del Cel. El raonament darrere d'això és que, canviant la política oficial del Partit i de l'Estat cap a la religió, l'Església i els seus membres podrien posar-se a la seva disposició mobilitzant-se per a l'esforç de guerra. A l'estiu de 1941 es va dissoldre la Lliga dels Sense Déu. El 4 de setembre de 1943, Stalin convidà al Metropolità Sergi, al Metropolità Alexis i al Metropolità Nicolau al Kremlin i els proposà restablir el Patriarcat de Moscou, que havia estat suspès des de 1925, i elegir al Patriarca. El 8 de setembre de 1943, el Metropolità Sergi va ser elegir Patriarca. Certs llocs de culta van ser reoberts, l'assistència a missa i el nombre de matrimonis religiosos va augmentar espectacularment; i les tropes de l'Exèrcit Roig van arribar a ser rebudes als territoris reconquerits per vilatans amb processons que els presentaven les seves icones. Jueus i musulmans també es beneficiaren d'aquestes mesures de liberalització.
La gran tolerància de Stalin vers la religió després de 1943 va quedar limitada, i les persecucions van tornar després de la guerra, tot i que a una escala menor que la que es donà a la dècada de 1930: si un 70% dels llocs de culta existents el 1917 estaven tancats el 1935 (i el 95% el 1940), el 1945 aquest nombre es mantenia encara al 85% el 1945. Tot i això, Stalin va lliurar a l'Església ortodoxa els béns dels unianites perseguits. Al març de 1953, responsables ortodoxos van desfilar en homenatge davant el taüt de Stalin.

### Una política cada cop més reaccionària
A l'inici de la dècada de 1930, l'estalinisme trencà amb certes adquisicions revolucionàries dels temps de Lenin i s'inclinà cap a un nacionalisme vers la Gran Rússia, així com cap a una visió més tradicionalista de la societat, de l'art, de l'educació, etc.
Stalin restaurà el consum lliure del vodka, monopoli de l'Estat molt útil a causa dels beneficis que generava ja des de temps dels tsars. Les innovacions pedagògiques posteriors a 1917 o les recerques de noves formes estètiques a les arts decoratives van ser posades en qüestió o desencoratjades. La política de natalitat prohibí l'avortament el 1936, i de nou després de les matances de la Segona Guerra Mundial. El divorci es convertí en quelcom tremendament difícil, l'homosexualitat es reprimí, mentre que s'exaltava la "família socialista".
Lluny de l'austeritat dels anys de la Revolució i de la Guerra Civil, el règim encoratjava les noves classes dominants, així com els beneficiaris de l'estakhanovisme i de la industrialització, a consumir i divertir-se. El mateix Stalin donà el to personalment quan proclamà que "la vida ha esdevingut millor, la vida és més divertida" el 1935.
A partir de 1933-34 es desenvolupà una cultura de la recreació. Aquells que podien fer-ho es lliuraven amb frenesí al descobriment del jazz, del xarleston i d'altres músiques provinents dels Estats Units. També s'afegí la multiplicació de cinemes i parcs d'atraccions. La Unió Soviètica va fer tornar a aparèixer els cotxes de luxe privats, i es dotà d'una indústria de productes de bellesa, confiada a l'esposa de Mólotov. El 1935, el règim autoritzà l'arbre de Nadal, sota el nom d'arbre d'any nou.
Després d'haver liquidat físicament una bona part de la vella guàrdia bolxevic durant la Gran Purga, Stalin s'envoltà d'una nova generació de dirigents que no havien participat en la Revolució, els quals no tenien cap mena d'escrúpols per allunyar-se de l'internacionalisme o de l'igualitarisme dels fundadors. La nomenklatura i els seus protegits van gaudir de molts privilegis: datxes, viles a la costa del mar Negre o en un sanatori, magatzems especials, facilitats pels estudis dels seus fills, etc.
Els símbols mateixos del règim estaven cada vegada més allunyats de l'herència leninista, retornant cada cop més al tradicionalisme, procés accelerat per la guerra. La "Pàtria Socialista" va ser objecte d'un culte inèdit, sensible des de 1934 amb la noció penal de "traïció a la pàtria socialista" i a la creació del títol d'Heroi de la Unió Soviètica. El 1935 es restaurà el títol de Mariscal, seguit el 1943 per la restauració dels uniformes i graus de l'antic exèrcit imperial. Altament simbòlic per si mateix, en tant que emblema del militarisme i dels privilegis de l'antic règim, està la restauració de les espatlleres de rang. El 1944 La Internacional deixà de ser l'himne soviètic, sent substituïda per un cant patriòtic on es mencionava el nom de Stalin. Els "decrets" tornarien des de 1936 a ser ukases, igual que en els temps dels tsars, i el 1943, els camps especials més durs dels gulags, els "katorga", prendrien el nom de la presó imperial. El 1946, els "Comissariats del Poble" no serien més que ministeris en la seva forma més clàssica, i l'Exèrcit Roig prendria el nom oficial d'Exèrcit Soviètic. L'únic que no canvià va ser el nom del Partit: en el XIX Congrés, celebrat al novembre de 1952, Stalin, poc abans de la seva mort, va fer abolir la referència al bolxevisme, conservada fins llavors al nom del Partit.
En política exterior, Stalin completà la confirmació de la renúncia oficial a l'internacionalisme, dissolvent la Komintern al maig de 1943. A ulls seus, la revolució no havia d'estendre's mitjançant insurreccions dins de cada país (corrent el risc d'escapar-se al seu control i de provocar complicacions diplomàtiques a la Unió Soviètica), sinó que a través de l'Exèrcit Roig.

### La societat soviètica enfront del poder: resistències i adhesions
En un règim de terror de mides imprevisibles, l'estalinisme considerava que qualsevol ciutadà podia estar potencialment en perill de ser detingut, deportat o afusellat sense que importés el pretext. Les seves ambicions exigien enormes sacrificis de tothom. D'ací provenia la popularitat problemàtica, però també, els límits que el totalitarisme es trobà en la seva voluntat d'adoctrinar la gent i de remodelar-los els esperits.
L'adhesió entusiasta d'una part de la societat no depenia d'una il·lusió o del producte de la propaganda. La sortida ràpida i espectacular de l'endarreriment ancestral, els èxits els estakhanovistes i dels "kolkhosians d'elit", la fe comunista, la comunió amb el culte a Stalin va tenir un paper molt important. La victòria a la Gran Guerra Patriòtica, que va fer veure el règim com a capaç de vèncer l'amenaça de l'extermini nazi, sustentà la fe de gran part dels soviètics cap al seu dirigent. Finalment, el règim serví d'ascensor social per a molts dels privilegiats.

#### La base social de Stalin: el Partit, la burocràcia i la "promoció"
En la seva lluita pel poder, Stalin va guanyar perquè tenia al seu voltant el clan de fidels més format. Tenia avantatge en el reclutament dels quadres, el suport de la policia política i de la naixent burocràcia. Més brillant, però alhora més solitari, a Trotsky sempre se li va reprotxar la seva tardana adhesió al Partit Bolxevic, a més que la nomenklatura naixent apreciava poc les seves crítiques contra els seus privilegis.
Des de 1924, una "promoció Lenin" (Lenin Levi) va permetre a Stalin fer entrar al Partit més de 200.000 nous reclutes, generalment d'extracció popular, sovint illetrats, sense passat polític ni formació doctrinal. Els companys de Lenin, per a la majoria d'intel·lectuals d'origen burgès o noble, es barrejaven amb ells, sent deixats de costat per aquesta generació de nou-vinguts que es reconeixien més fàcilment en Stalin, concedint-li la seva lleialtat personal. Aquesta plebetització del Partit, com afirmà Marc Ferro, i la seva bucocratització van fornir una base social per a l'estalinisme naixent.
L'estalinització integral de l'economia durant el Gran Canvi (1924-1934) va comportar inevitablement una nova proliferació de buròcrates: tota una massa de "promoguts" (vidvijentsi), sovint d'extracció humil i no sempre competents, van responsabilitzar-se dels kolkhozes i dels sovkhozes, de les empreses de l'Estat que es multiplicaven així com dels camps dels Gulags en expansió.
Però també els treballadors estakhanovistes, els "treballadors de xoc" (oudarniki), els kolkhozinas d'elit que formaven el suport de l'estalinisme, o encara de certs escriptors i artistes oficials coberts d'emoluments oficials. El règim els garantia honors, recompenses materials i avantatges pels seus fills. De la mateixa manera, la industrialització beneficià a centenars de milers d'obrers promoguts a tasques de direcció, així com a milions de nous enginyers i tècnics d'origen popular que sorgien de les noves escoles. A partir de la Gran Purga de 1937, són els que omplirien els buits deixats per la liquidació dels vells "especialistes burgesos". Aquests, amb poca representació al Partit, serien l'objecte de la desconfiança visceral de Stalin, prompte a acusar-los de sabotatge, i que pel qual la pertinença al Partit i les necessitats personals primaven sobre la competència tècnica.
En canvi, el Partit estava poc representat pels camperols, les minories nacionals, les dones, els especialistes burgesos, així com pels obrers (només un 3% el 1933).
Al si mateix del Partit persistien les crítiques sordes. Un cert nombre de membres van ser també exclosos per negar-se a cooperar a la deskulakització. A finals de 1932, la policia descobrí la "plataforma Riutina", un text violentament crític contra el secretari general, de nom de l'autor), que circulava en el si de la vella guàrdia bolxevic. L'afer comportà la detenció i exclusió de veterans de la Revolució, com Kàmenev i Zinóviev. El 1933, una purga del Partit va portar a l'exclusió de més del 20% dels seus membres. El 1934, les mesures d'apaivagament i les reintegracions es multiplicarien, però al XVII Congrés, anomenat el "Congrés dels Vencedors", Stalin va estendre-la al Comitè Central, on d'entre 200 a 300 delegats d'un total de 1.200 tenien el nom ratllat en vermell.
L'assassinat de Kírov va fer trontollar tot el Partit, les elits i la burocràcia en el turment de les Grans Purgues, que permetrien a Stalin liquidar els darrers obstacles al seu poder personal i a promoure la "generació de 1937", els quadres joves que no havien participat directament a la Revolució i li ho devien tot. Aquesta nova elit, nascuda de la nomenklatura, beneficià l'absència de noves purgues després de la guerra i l'estabilització del sistema.
Només li mancava el poder de la decisió real: després de la Gran Purga, el Partit perdia de manera efectiva la mica de poder polític real que li quedava. La direcció col·legiada que perduraria durant alguns anys després de l'adveniment de Stalin cediria definitivament a una pràctica autocràtica. A la seva mort, el gensek no es reuniria més enllà que al Comitè Central ni al Politburó, que només convocaria cinc Congressos entre 1927 i 1952, inexistents entre 1939 i 1952.
Després de la mort de Stalin i de l'ascens de Nikita Khrusxov, la nomenklatura de la "generació de 1937" seria la mestressa del règim. Fins a l'ascens de Mikhaïl Gorbatxov el 1985, serien ells qui conservarien el poder. Nascuts de l'estalinisme i incapaços de reformar un sistema que havien heretat, serien en bona part responsables del col·lapse final de la Unió Soviètica.

#### Autonomia parcialment mantinguda de la societat

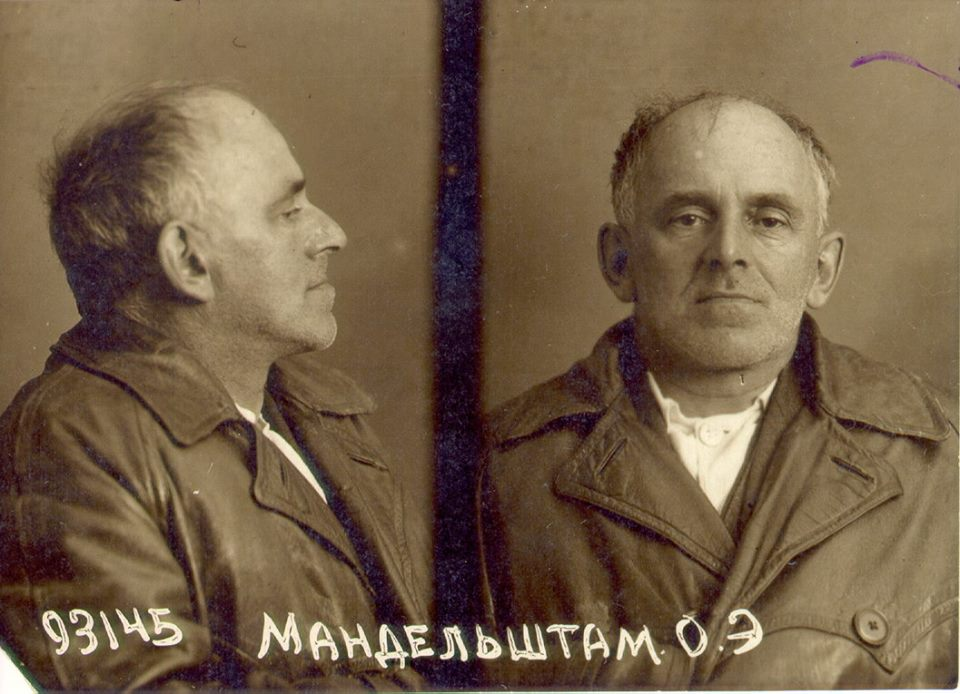
El gran poeta Ossip Mandelstam, deportat i mort al gulag al 1937 per un vers antiestalinista.

A partir de 1933-34, les grans revoltes obreres i camperoles aparentment havien passat, però el rebuig apareixeria sota la forma de resistència passiva o de baixa productivitat. El manteniment de múltiples pràctiques desviades també demostra el fracàs del poder per imposar el pensament oficial i de controlar completament la situació. Per exemple, la importància de l'antisemitisme, de l'alcoholisme, del mercat negre, de la mendicitat o de la criminalitat. Apareixeria el terme hooliganisme per definir les accions de gran violència, terme que tindria un gran futur.
La propaganda oficial sovint es tornava ridícula: en un país on l'humor era un mitjà tradicional de subsistència, els acudits que no es podien explicar sobre els dirigents i sobre la realitat del país demostraven que l'esperit crític no havia perdut tots els seus drets. Més subversiu encara, amb la mort de Kírov, s'esperava que Stalin fos el proper de la llista: "Han matat el gos Kírov, encara manca el gos Stalin". D'altres donarien la benvinguda al Procés de Moscou car els semblava demostrar que el règim era l'odiat enemic.
Durant l'ocupació alemanya, un cert nombre de soviètics formaren part voluntària o forçosament de l'Exèrcit Vlassov, format pels nazis. Les guerrilles nacionalistes, alhora antialemanyes i antisoviètiques van subsistir a Ucraïna i als Països Bàltics fins a finals de la dècada de 1940, beneficiant-se d'un ajut tàcit de part de la població.
Després de la guerra, per primera vegada, l'NKVD va haver de desmantellar nombrosos grups clandestins que es constituïren a través de tot el país al voltant de vagues aspiracions, però que es reunien al voltant de la voluntat de canvis democràtics i de la crítica cap a la burocràcia: l'Oposició Obrera, l'Obra Veritable de Lenin, la Unió de Joves Socialistes de Txeliabinsk, etc. A la mort de Stalin, també va haver-hi una onada de revoltes als gulags.